# Liste der Baudenkmäler in Dillingen an der Donau

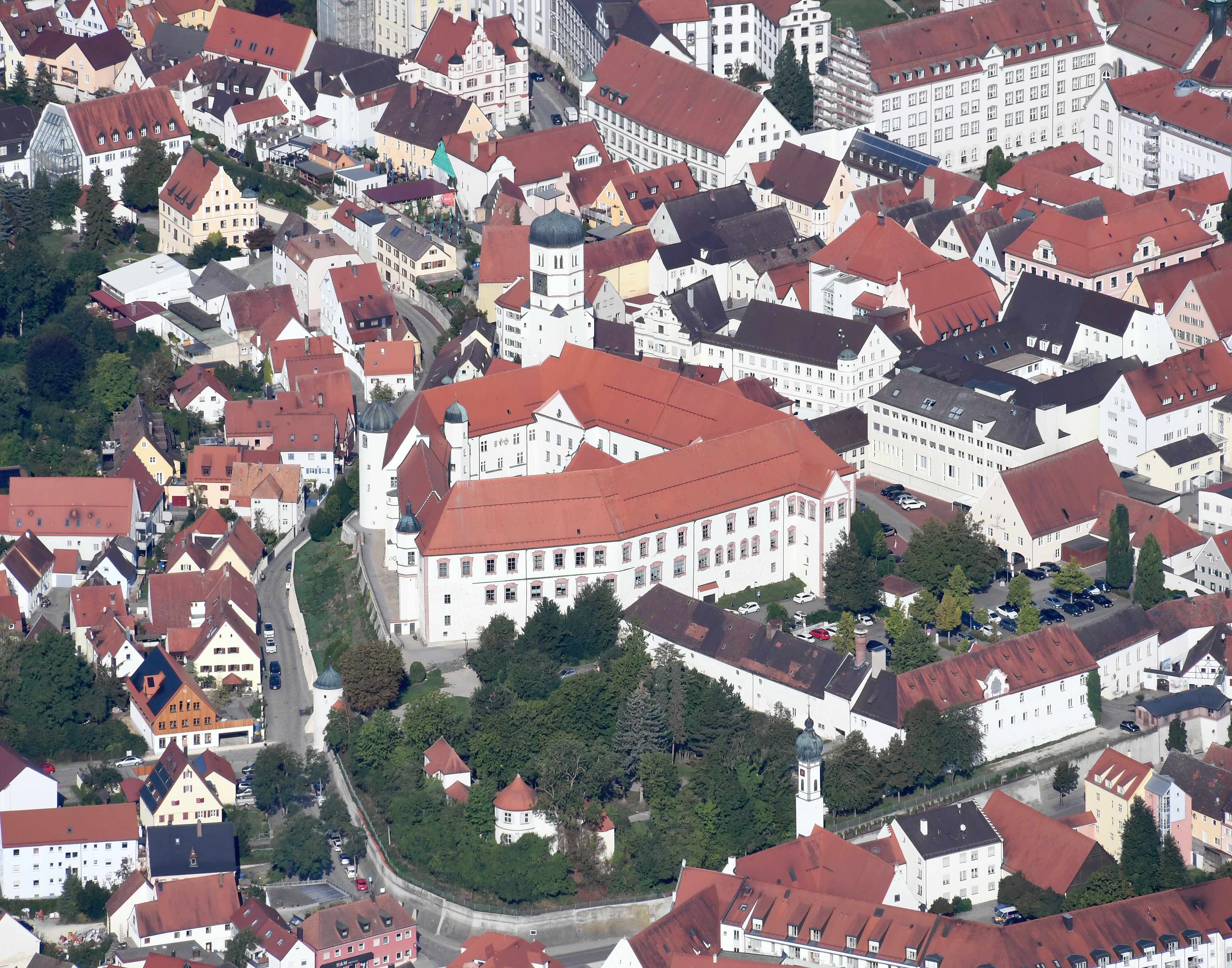
Luftbild vom Schloss

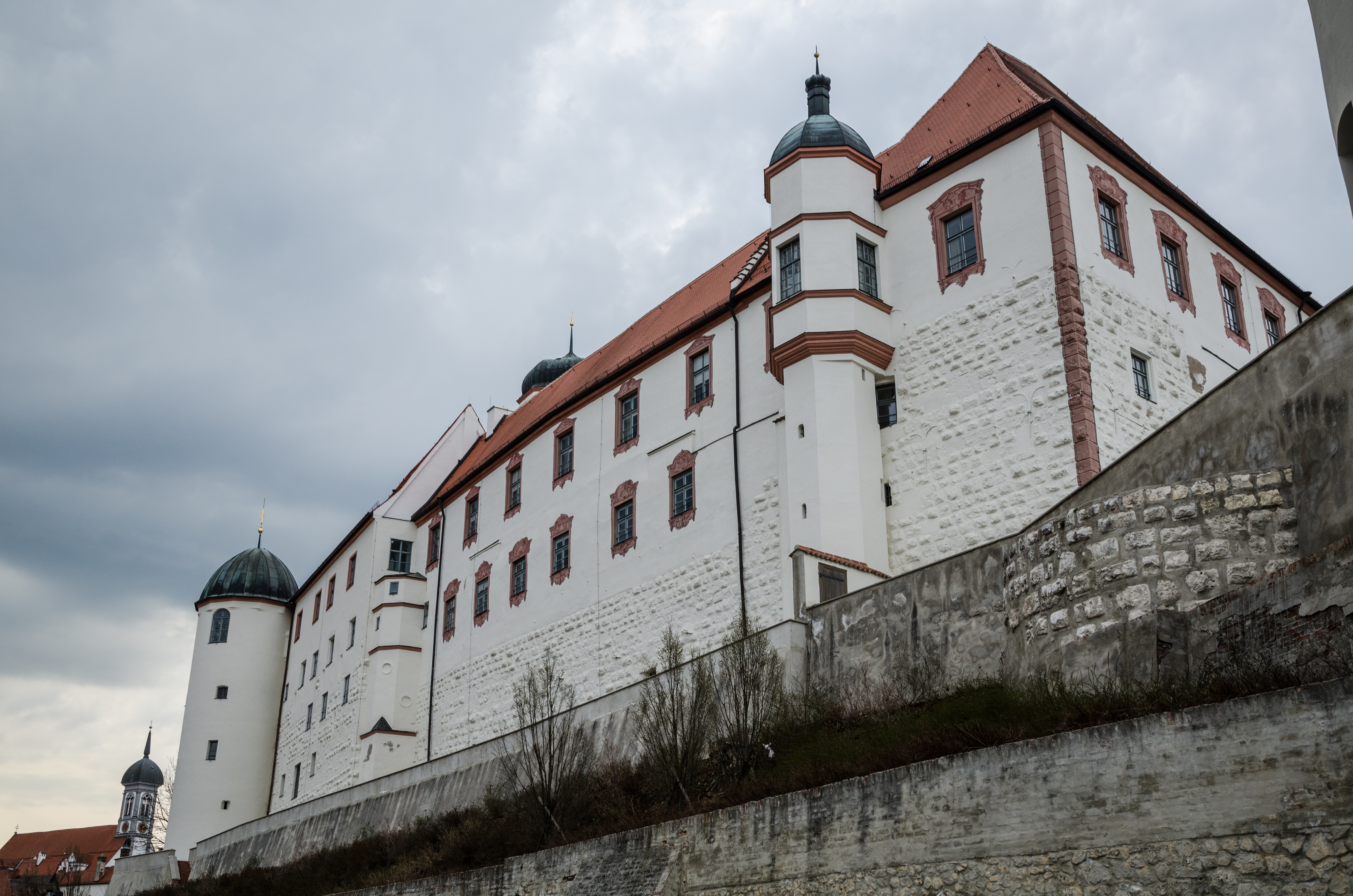
Dillingen, Schloss

Auf dieser Seite sind die Baudenkmäler in der schwäbischen Großen Kreisstadt Dillingen an der Donau zusammengestellt. Diese Tabelle ist eine Teilliste der Liste der Baudenkmäler in Bayern. Grundlage ist die Bayerische Denkmalliste, die auf Basis des Bayerischen Denkmalschutzgesetzes vom 1. Oktober 1973 erstmals erstellt wurde und seither durch das Bayerische Landesamt für Denkmalpflege geführt wird. Die folgenden Angaben ersetzen nicht die rechtsverbindliche Auskunft der Denkmalschutzbehörde.

## Ensemble Altstadt Dillingen
Ausgangspunkt und Siedlungskern der Stadtanlage auf der Hochterrasse über der Donau ist das Schloss, dessen Dreiecksgestalt im Stadtgrundriss noch heute hervorsticht. Der 973 erstmals genannte feste Platz Dilinga befand sich ursprünglich vermutlich etwas weiter westlich bei der alemannischen Ursiedlung, die später Oberdillingen genannt und im späten Mittelalter aufgelassen wurde. Der Platz war im Hochmittelalter Sitz eines bedeutenden Grafengeschlechtes, das sich nach ihm benannte.
Die Stadtgründung erfolgte im 13. Jahrhundert, zwischen 1220 und 1250, wohl durch den letzten amtierenden Grafen Hartmann IV. Sein Sohn Bischof Hartmann V. übergab 1258 die Burg samt dem zugehörigen Ort, der damals schon Mittelpunktfunktion hatte, an das Hochstift Augsburg. 1356 errichtete Kaiser Karl IV. in Dillingen eine Münzprägestätte und 1432 erhielt die Stadt die Hochgerichtsbarkeit. Der älteste Teil der Stadtanlage zeigt die typischen Merkmale einer Stadtgründung der spätstaufischen Zeit: Die Königstraße als Hauptachse eines regelmäßig strukturierten Rechtecks mit den zwei Seitenparallelen Lammstraße und Klosterstraße. Die Querachse Basilikastraße-Schloßstraße bindet die Anlage rechtwinklig an das Schloss und zeigt als Gegenpol die Pfarrkirche St. Peter (der Vorgängerbau der jetzigen Kirche lag südlich auf dem freien Platz davor, ihre jetzige Südmauer markiert deutlich den Verlauf der ältesten Stadtmauer der Nordseite, auf deren Fundamenten sie steht).
Diese Stadt der Gründungszeit wuchs anscheinend ziemlich rasch. Schon in der ersten Hälfte des 14. Jahrhunderts hören wir von Vorstädten (1320). Ein stattliches Viertel, 1343 Neustadt genannt, wird mit leichtem Knick der Hauptachse in der gleichen Richtung gegen Westen angefügt. Im Osten vor dem ehemaligen Untertor (jetzt Mitteltor genannt) bildeten sich die später als „Große Vorstadt“ bezeichneten Siedlungsbereiche am Stadtberg, Fischerberg und Jakobstal; ferner südlich die später „Kleine Vorstadt“ genannten Straßen in der Donauniederung, auch als Donauvorstadt bezeichnet. Die Stadtbefestigung folgte diesen Erweiterungen erst gegen Ende des 15. Jahrhunderts, unter Bischof Friedrich von Zollern, der im Wesentlichen auf seine Kosten einen erweiterten zweiten Mauerring errichten ließ.
Dies ist auch als erstes Zeichen eines bedeutsamen Wandels im Charakter der Stadt zu werten, der für diese erhebliche Änderungen der Baustruktur mit sich brachte: Die Entwicklung Augsburgs zur Freien Reichsstadt verwies die Bischöfe immer stärker auf die ihnen uneingeschränkt zur Verfügung stehende eigene Stadt, die sich damit zur Residenz entwickelte und Regierungssitz des Fürstbistums wurde. Es folgte ab dem 16. Jahrhundert der Umbau der anfangs genannten mittelalterlichen Burg zum fürstbischöflichen Schloss mit zugehörigem Park und Nebengebäuden. Gegenüber dem vergleichsweise bescheidenen Rathaus der Bürger gab es an der Kreuzung der beiden Hauptachsen ein fürstbischöfliches Regierungsgebäude. Dazu kamen im 17. und 18. Jahrhundert in der ehemaligen „Herrengasse“, der jetzigen Königstraße, die barocken Palais der vornehmen Hofbeamten.
Neben den nobel gegliederten, doch nicht übermäßig betonten barocken Fassaden der Kirchen und öffentlichen Gebäude behaupten sich in der Königstraße, aber auch in den einfacheren Seitenstraßen der Handwerkerviertel viele Bürgerhäuser mit gegliederten Schweifgiebelfassaden in typisch schwäbischer Eigenart. Sie zeugen von der reichen handwerklichen Tradition, die sich durch die vielfältigen Aufgaben in der Residenzstadt entwickeln und halten konnte. Vielleicht noch bedeutsamer war eine weitere Entwicklungslinie, die das Besondere der Stadt erst begründete. Die mittelalterliche Bürgerstadt hatte in ihren Mauern nur zwei Klöster aufgenommen (Franziskanerinnen und Dominikanerinnen), Spital und Siechenhaus lagen nach der Gewohnheit außerhalb.
Im Jahr 1549 gründete Kardinal Otto Truchseß von Waldburg eine Hohe Schule, die Papst Julius III. 1551 zur Universität erhob. Durch die Berufung der Jesuiten in die Stadt, die ein bedeutendes Kolleg begründeten und 1564 auch die Leitung der Universität übertragen bekamen, entwickelte sich Dillingen zu einem Zentrum der Gegenreformation. Die barocken Bauten von Jesuitenkolleg und Universität bilden neben dem Schloss den stattlichsten Gebäudekomplex. Der Bau der zugehörigen Studienkirche ist als frühbarocke Wandpfeileranlage wegen ihrer typenprägenden Vorbildlichkeit im ganzen süddeutschen Raum von besonderer Bedeutung. Dazu kamen noch weitere Bildungsanstalten, wie das Gymnasium und das Priesterseminar (Konvikt), die sich bis auf das ehemalige Gymnasium (heute Studienbibliothek) alle in der Nordhälfte der Stadt befinden, und deren erhaltene Bauten die Blütezeit der Stadt dokumentieren. Neben diesen Schwerpunkten nimmt sich der Komplex der Alten Kaserne aus dem frühen 18. Jahrhundert mehr als eine Randerscheinung aus.
Aktennummer: E-7-73-125-1

## Stadtbefestigung
| Lage       | Objekt           | Beschreibung | Akten-Nr.             | Bild |
| ---------- | ---------------- | --- | --------------------- | ---- |
| (Standort) | Stadtbefestigung | Reste von Füllmauerwerk mit Buckelquadern, im Norden in Teilen, im Bereich der östlichen Vorstadt weitgehend sowie im Südwesten mit Zwingerausbildung erhalten, 12. Jahrhundert, 14. Jahrhundert, 15./16. Jahrhundert und 17. Jahrhundert | D-7-73-125-1 Wikidata | BW   |

Folgende Mauertürme sind erhalten:

| Lage                                  | Objekt                         | Beschreibung | Akten-Nr.             | Bild                           |
| ------------------------------------- | ------------------------------ | --- | --------------------- | ------------------------------ |
| Kapuzinerstraße 4 (Standort)          | Mauerturm der Stadtbefestigung | nördlicher Eckturm, 15./16. Jahrhundert                                                                                 | D-7-73-125-1 Wikidata | BW                             |
| Nähe Waisenhausgäßchen (Standort)     | Mauerturm der Stadtbefestigung | nordöstlicher Eckturm, später Mälzerei der ehemaligen Lamm-Brauerei, im Kern 15. Jahrhundert                            | D-7-73-125-1 Wikidata | BW                             |
| Auf der Leiten 11 (Standort)          | Mauerturm der Stadtbefestigung | Ehemaliges Leitentor, später Wasserturm, 15. Jahrhundert, unter Fürstbischof Heinrich von Knörringen wohl 1602 umgebaut | D-7-73-125-1 Wikidata | weitere Bilder                 |
| Jakobstal 36 (Standort)               | Mauerturm der Stadtbefestigung | südöstlicher Eckturm, um 1500                                                                                           | D-7-73-125-1 Wikidata | Mauerturm der Stadtbefestigung |
| Am Stadtberg 18 (Standort)            | Mauerturm der Stadtbefestigung | südlicher Eckturm | D-7-73-125-1 Wikidata | BW                             |
| Weberstraße 14 (Standort)             | Mauerturm der Stadtbefestigung | südwestlicher Eckturm, 15. Jahrhundert                                                                                  | D-7-73-125-1 Wikidata | BW                             |
| Erzbischof-Stimpfle-Straße (Standort) | Mauerturm der Stadtbefestigung | nordwestlicher Turm, im Kern 15. Jahrhundert                                                                            | D-7-73-125-1 Wikidata | BW                             |

## Baudenkmäler nach Ortsteilen

### Dillingen
| Lage | Objekt                                                            | Beschreibung | Akten-Nr.               | Bild                                                              |
| --- | ----------------------------------------------------------------- | --- | ----------------------- | ----------------------------------------------------------------- |
| Altheimer Straße 5 (Standort) | Votivkapelle St. Maria                                            | kleiner Rechteckbau in historisierenden Formen, 1892; mit Ausstattung; bei Nr. 5 | D-7-73-125-320 Wikidata | BW                                                                |
| Am Plätzle 1 (Standort) | Ehemaliges Ackerbürgerhaus                                        | zweigeschossiger Satteldachbau mit verputztem Fachwerkgiebel, 17./18. Jahrhundert | D-7-73-125-4 Wikidata   | weitere Bilder                                                    |
| Am Plätzle 2 (Standort) | Ehemaliges Ackerbürgerhaus                                        | zweigeschossiger Satteldachbau mit verputztem Fachwerkgiebel, 17./18. Jahrhundert | D-7-73-125-5            | BW                                                                |
| Am Plätzle 3 (Standort) | Ehemaliges Ackerbürgerhaus                                        | zweigeschossiger Satteldachbau mit verputztem Fachwerkgiebel, 17./18. Jahrhundert | D-7-73-125-6            | weitere Bilder                                                    |
| Am Plätzle 4 (Standort) | Ehemaliges Ackerbürgerhaus                                        | kleiner zweigeschossiger Satteldachbau, im Kern 17./18. Jahrhundert, erneuert | D-7-73-125-326 Wikidata | weitere Bilder                                                    |
| Am Plätzle 5 (Standort) | Ehemaliges Ackerbürgerhaus                                        | zweigeschossiger Satteldachbau mit verputztem Fachwerkgiebel, 17./18. Jahrhundert | D-7-73-125-7            | weitere Bilder                                                    |
| Am Plätzle 6 (Standort) | Ehemaliges Ackerbürgerhaus                                        | zweigeschossiger Satteldachbau mit verputztem Fachwerkgiebel, 17./18. Jahrhundert | D-7-73-125-8            | weitere Bilder                                                    |
| Am Plätzle 9 (Standort) | Ehemaliges Ackerbürgerhaus                                        | dreigeschossiger Satteldachbau mit verputztem Fachwerkgiebel, 17./18. Jahrhundert | D-7-73-125-9 Wikidata   | weitere Bilder                                                    |
| Am Plätzle 10 (Standort) | Ehemaliges Ackerbürgerhaus                                        | zweigeschossiger Mansarddachbau mit verputztem Fachwerkgiebel, 17./18. Jahrhundert | D-7-73-125-10 Wikidata  | weitere Bilder                                                    |
| Am Plätzle 12 (Standort) | Ehemaliges Ackerbürgerhaus                                        | zweigeschossiger Satteldachbau, traufseitig, 18. Jahrhundert | D-7-73-125-12 Wikidata  | weitere Bilder                                                    |
| Am Plätzle 15 (Standort) | Wohnhaus                                                          | zweigeschossiger Giebelbau, 18. Jahrhundert | D-7-73-125-15           | weitere Bilder                                                    |
| Am Stadtberg 9 (Standort) | Wohnhaus                                                          | zweigeschossiger Traufseitbau mit Mansarddach und zwerchhausartiger Mittelgaube, 18. Jahrhundert | D-7-73-125-17 Wikidata  | weitere Bilder                                                    |
| Am Stadtberg 10 (Standort) | Wohn- und Geschäftshaus                                           | zweigeschossiger neubarocker Satteldachbau mit Eckerker und Zwerchhaus, um 1910 | D-7-73-125-18 Wikidata  | weitere Bilder                                                    |
| Am Stadtberg 12 (Standort) | Wohnhaus                                                          | zweigeschossiger Steildachbau, im Kern 18. Jahrhundert | D-7-73-125-19 Wikidata  | weitere Bilder                                                    |
| Am Stadtberg 13 (Standort) | Wohnhaus                                                          | zweigeschossiger Giebelbau mit profiliertem Traufgesims, 17. Jahrhundert | D-7-73-125-20 Wikidata  | weitere Bilder                                                    |
| Am Stadtberg 16 (Standort) | Torbau                                                            | 15./16. Jahrhundert, Verbindungsstück zur Spitalkirche | D-7-73-125-22 Wikidata  | weitere Bilder                                                    |
| Am Stadtberg 16 (Standort) | Spitalscheune                                                     | spätgotische Giebelfront, um 1500 | D-7-73-125-21 Wikidata  | weitere Bilder                                                    |
| Am Stadtberg 16 (Standort) | Mauerzug                                                          | nördlich anschließend mit kielbogigen Nischen, 15./16. Jahrhundert | D-7-73-125-21 Wikidata  | weitere Bilder                                                    |
| Am Stadtberg 17 (Standort) | Katholische Spitalkirche Hl. Geist                                | einschiffiger Saalbau mit eingezogenem Rechtecktor, 1486–1505; mit Ausstattung | D-7-73-125-23 Wikidata  | weitere Bilder                                                    |
| Am Stadtberg 18 (Standort) | Ehemaliges Spitalgebäude                                          | jetzt Altersheim, dreiflügelige Anlage mit Satteldachbauten, südlich an die Kirche anschließend; die Traufseittrakte und ein Giebelbau aus dem 15./16. Jahrhundert; Wirtschaftsgebäude, östlich anschließend, erneuert | D-7-73-125-24 Wikidata  | weitere Bilder                                                    |
| Am Stadtberg 21; Am Stadtberg 21a; Am Stadtberg 21b (Standort)                                                                               | Schlossbrauerei                                                   | ehemalige Dreiflügelanlage, nach Westen offen, auf dem Gelände der ehemaligen Vorburg, im Südflügel ältester Teil um 1500, sonst Anfang 17. Jahrhundert, Ostflügel 1764, abgebrochener Nordflügel Anfang 18. Jahrhundert | D-7-73-125-236 Wikidata | weitere Bilder                                                    |
| Am Stadtberg 21 (Standort) | Mauerzug                                                          | zwischen Schloss und Brauereibereich | D-7-73-125-236 Wikidata | weitere Bilder                                                    |
| Am Stadtberg (Standort) | korbbogiges Tor                                                   | wohl 18. Jahrhundert | D-7-73-125-236 Wikidata | weitere Bilder                                                    |
| Am Stadtberg (Standort) | Salettl                                                           | um 1900 | D-7-73-125-236 Wikidata | Salettl                                                           |
| Am Stadtberg 22 (Standort) | Wohnhaus                                                          | zweigeschossiger Satteldachbau mit profiliertem Traufgesims, drei Giebelerker auf dem Dach, 18. Jahrhundert, westlich an die ehemalige Stadtmauer des 15./16. Jahrhunderts angrenzend, siehe auch Eintrag Stadtbefestigung | D-7-73-125-26 Wikidata  | weitere Bilder                                                    |
| Am Stadtberg 23 (Standort) | Wohnhaus                                                          | dreigeschossiges Giebelhaus mit profiliertem Traufgesims, 18. Jahrhundert, westlich an die ehemalige Stadtmauer des 15./16. Jahrhunderts angrenzend, siehe auch Eintrag Stadtbefestigung | D-7-73-125-27 Wikidata  | weitere Bilder                                                    |
| Am Stadtberg 28 (Standort) | Wohnhaus                                                          | dreigeschossiger Satteldachbau, an der Traufseite Vorbau mit vorkragendem Giebel auf Konsolen, wohl noch 17. Jahrhundert | D-7-73-125-29 Wikidata  | Wohnhaus                                                          |
| Auf der Leiten 3 (Standort) | Wohnhaus                                                          | dreigeschossiger Giebelbau mit verputzten Fachwerkobergeschossen, Anbau mit Pultdach, 17./18. Jahrhundert | D-7-73-125-31 Wikidata  | weitere Bilder                                                    |
| Auf der Leiten 4 (Standort) | Wohnhaus                                                          | zweigeschossiger Giebelbau mit Freitreppe, im Kern wohl 17. Jahrhundert | D-7-73-125-32 Wikidata  | weitere Bilder                                                    |
| Auf der Leiten 5 (Standort) | Wohnhaus                                                          | zweigeschossiger Giebelbau mit Satteldach und Freitreppe, wohl 17. Jahrhundert | D-7-73-125-33 Wikidata  | weitere Bilder                                                    |
| Auf der Leiten 9 (Standort) | Villa                                                             | dreigeschossiger Bau mit abgewalmtem Flachdach und Mittelrisalit, segmentbogigen Fenstern und profilierten Gesimsen, Ende 19. Jahrhundert | D-7-73-125-34 Wikidata  | weitere Bilder                                                    |
| Basilikastraße 1 (Standort) | Bürgerhaus                                                        | dreigeschossiges Eckhaus mit Satteldach, das ausladende Traufgesims in den Giebel gezogen, 17. Jahrhundert | D-7-73-125-39 Wikidata  | weitere Bilder                                                    |
| Benediktinergasse 1 (Standort) | Wohnhaus                                                          | zweigeschossiger Satteldachbau, geschweifte Giebel mit Lisenengliederung, Geschosstrennung durch Profilgesimse, dreigeschossiger Bodenerker mit Zeltdach, im Kern um 1600, äußere Erscheinung wohl Ende 17. Jahrhundert | D-7-73-125-2 Wikidata   | weitere Bilder                                                    |
| Benediktinergasse 5 (Standort) | Ehemaliges fürstbischöfliches Rentamt                             | Baugruppe aus zwei in stumpfem Winkel anstoßenden zwei- bzw. dreigeschossigen Satteldachbauten, bezeichnet 1597, um 1801 erweitert | D-7-73-125-3 Wikidata   | weitere Bilder                                                    |
| Christoph-von-Schmid-Straße 14 (Standort) | Ehemaliges Kessel- und Maschinenhaus der Lamm-Brauerei            | mit Schornstein, dreigeschossiger Ziegelbau mit Backsteingliederung, um 1895 | D-7-73-125-41 Wikidata  | weitere Bilder                                                    |
| Donaustraße (bei Nr. 1) (Standort) | Brückenfigur St. Nepomuk                                          | 1775/76, von Johann Michael Fischer | D-7-73-125-43 Wikidata  | Brückenfigur St. Nepomuk                                          |
| Donaustraße 1 (Standort) | Gasthaus                                                          | zweigeschossiger Satteldachbau, 2. Hälfte 18. Jahrhundert | D-7-73-125-42 Wikidata  | weitere Bilder                                                    |
| Donaustraße 22 (Standort) | Bildstock                                                         | 17. Jahrhundert; bei Nr. 22 | D-7-73-125-45 Wikidata  | Bildstock                                                         |
| Donauwörther Straße 20 (Standort) | Katholische Kapelle St. Leonhard                                  | 1. Hälfte 13. Jahrhundert | D-7-73-125-46 Wikidata  | weitere Bilder                                                    |
| Entengasse 1 (Standort) | Wohnhaus                                                          | zweigeschossiges Giebelhaus mit verputztem Fachwerkobergeschoss, im Kern um 1496 (Dendro), später verändert | D-7-73-125-47 Wikidata  | weitere Bilder                                                    |
| Entengasse 2 (Standort) | Wohnhaus                                                          | dreigeschossiges Giebelhaus mit Profilgesims und Ladeluke mit Kranbalken, 18. Jahrhundert, Fassade 2. Hälfte 19. Jahrhundert | D-7-73-125-48 Wikidata  | weitere Bilder                                                    |
| Entengasse 4 (Standort) | Wohnhaus                                                          | zweigeschossiges Traufseithaus mit Satteldach, Kastengesims und verputztem Fachwerkgiebel, Zwerchhaus mit Ladeluke und Kranbalken, 17./18. Jahrhundert | D-7-73-125-49 Wikidata  | weitere Bilder                                                    |
| Entengasse 5 (Standort) | Wohnhaus                                                          | zweigeschossiger Satteldachbau, 1. Hälfte 17. Jahrhundert | D-7-73-125-50 Wikidata  | weitere Bilder                                                    |
| Erzbischof-Stimpfle-Straße (Standort) | Anstaltskirche, Kirche                                            | Christkönigskirche der Taubstummenanstalt, 1962/63; mit historischer Ausstattung. Siehe auch Eintrag Stadtbefestigung. | D-7-73-125-83 Wikidata  | Anstaltskirche, Kirche                                            |
| Erzbischof-Stimpfle-Straße 7, Sankt-Ulrichs-Platz 3 (Standort)                                                                               | Ehemaliges Knabenseminar St. Ulrich                               | jetzt Amtsgericht, dreigeschossige Dreiflügelanlage mit Walmdach, unter Beibehaltung der barocken Außenmauern des Vorgängerbaus Neubau, von Michael Kurz und Thomas Wechs, 1956–59; Hauskapelle, Satteldachbau mit eingezogenem Chor, 1958 | D-7-73-125-234 Wikidata | weitere Bilder                                                    |
| Färbergäßchen 1 (Standort) | Ehemalige Hofmühle                                                | zweigeschossiger Bau aus zwei im Winkel stehenden Flügeln mit Staffelgiebeln, 1. Hälfte 17. Jahrhundert, um 1822 erweitert | D-7-73-125-51 Wikidata  | weitere Bilder                                                    |
| Färbergäßchen 2 (Standort) | Ehemalige Hofjägerei                                              | zweigeschossiger Satteldachbau, Ende 18. Jahrhundert | D-7-73-125-52 Wikidata  | weitere Bilder                                                    |
| Färbergäßchen 3 (Standort) | Wohnhaus                                                          | zweigeschossiger Satteldachbau, Obergeschoss und Giebel Fachwerk verputzt, 18. Jahrhundert | D-7-73-125-53 Wikidata  | weitere Bilder                                                    |
| Färbergäßchen 4 (Standort) | Wohnhaus                                                          | zweigeschossiger, traufständiger Satteldachbau, Obergeschoss und Giebel Fachwerk verputzt, 18. Jahrhundert | D-7-73-125-54 Wikidata  | weitere Bilder                                                    |
| Fischerberg 6 (Standort) | Wohnhaus                                                          | zweigeschossiger Giebelbau, im Kern 17. Jahrhundert teilweise an die Stadtmauer des 15./16. Jahrhunderts angrenzend, siehe auch Eintrag Stadtbefestigung | D-7-73-125-56 Wikidata  | weitere Bilder                                                    |
| Fischerberg 9 (Standort) | Wohnhaus                                                          | zweigeschossiges Giebelhaus mit Satteldach und Putzband im Giebelfeld, 17. Jahrhundert | D-7-73-125-59 Wikidata  | weitere Bilder                                                    |
| Fischerberg 10 (Standort) | Wohnhaus                                                          | kleines, eingeschossiges Giebelhaus mit vorkragendem, verputztem Fachwerkgiebel, 18. Jahrhundert | D-7-73-125-60 Wikidata  | weitere Bilder                                                    |
| Fischerberg 11 (Standort) | Wohnhaus                                                          | eingeschossiger Satteldachbau, 18. Jahrhundert | D-7-73-125-61 Wikidata  | weitere Bilder                                                    |
| Fischerberg 12 (Standort) | Wohnhaus                                                          | eingeschossiger Satteldachbau, 18. Jahrhundert | D-7-73-125-62           | BW                                                                |
| Fischerberg 13 (Standort) | Wohnhaus                                                          | zweigeschossiges Giebelhaus mit profiliertem Gesims und Ecklisenen, wohl 17. Jahrhundert | D-7-73-125-63 Wikidata  | BW                                                                |
| Georg-Schmid-Ring 39 (Standort) | Gedenkstein zum 15. Regierungsjubiläum König Maximilian I. Joseph | 1824 | D-7-73-125-145 Wikidata | Gedenkstein zum 15. Regierungsjubiläum König Maximilian I. Joseph |
| Große Allee 9 (Standort) | Villa                                                             | zweigeschossiger Walmdachbau, Jugendstil, um 1910 | D-7-73-125-323 Wikidata | weitere Bilder                                                    |
| Große Allee 21 (Standort) | Villenartiges Mietshaus                                           | dreigeschossiger Walmdachbau mit Mittelrisalit, Rohbackstein mit Putzgliederungen im Stil der Neurenaissance, um 1880 | D-7-73-125-324 Wikidata | weitere Bilder                                                    |
| Große Allee 25 (Standort) | Ehemaliges Postamt                                                | zweigeschossiger Walmdachbau, in modern-sachlichen Formen mit Elementen des Heimatstils, 1925 | D-7-73-125-64 Wikidata  | weitere Bilder                                                    |
| Große Allee 31 (Standort) | Villa                                                             | zweigeschossiger Walm- bzw. Mansardwalmdachbau mit rundem Turmerker, Spätjugendstil, 1912 von Paul Schaefer (Stuttgart-Zuffenhausen); mit Gartenumzäunung | D-7-73-125-322 Wikidata | weitere Bilder                                                    |
| Hafenmarkt 1 (Standort) | Wohnhaus                                                          | zweigeschossiger Satteldachbau, 2. Hälfte 17. Jahrhundert | D-7-73-125-65 Wikidata  | weitere Bilder                                                    |
| Hafenmarkt 2 (Standort) | Wohnhaus                                                          | zweigeschossiger Satteldachbau, 2. Hälfte 17. Jahrhundert | D-7-73-125-66           | weitere Bilder                                                    |
| Hafenmarkt 3 (Standort) | Wohnhaus                                                          | zweigeschossiger Satteldachbau, 2. Hälfte 17. Jahrhundert | D-7-73-125-67           | weitere Bilder                                                    |
| Hafenmarkt 4 (Standort) | Wohnhaus                                                          | zweigeschossiger Satteldachbau, 2. Hälfte 17. Jahrhundert | D-7-73-125-68           | weitere Bilder                                                    |
| Hafenmarkt 5 (Standort) | Ehemalige Hennenfütterei                                          | zweigeschossiger Satteldachbau, 2. Hälfte 17. Jahrhundert | D-7-73-125-69 Wikidata  | weitere Bilder                                                    |
| Hafenmarkt 6 (Standort) | Ehemalige Schreinerei und Mundkochwohnung                         | eingeschossiger Satteldachbau im Vorhof des Schlosses, 2. Hälfte 17. Jahrhundert | D-7-73-125-236 Wikidata | weitere Bilder                                                    |
| Hafenmarkt 7 (Standort) | Ehemaliges Burgtor                                                | sogenanntes Brucktörle, Schlosstor und Barbakane, 15. bis 17. Jahrhundert | D-7-73-125-236 Wikidata | weitere Bilder                                                    |
| Hafenmarkt 7 (Standort) | Ehemalige Zimmerwarterei                                          | zweigeschossiger Satteldachbau, 2. Hälfte 17. Jahrhundert | D-7-73-125-236 Wikidata | weitere Bilder                                                    |
| Hafenmarkt 8 (Standort) | Ehemaliges Waschhaus                                              | zweigeschossiger Bau mit Mansarddach, 2. Hälfte 17. Jahrhundert | D-7-73-125-72 Wikidata  | weitere Bilder                                                    |
| Hafenmarkt 9 (Standort) | Wohnhaus                                                          | dreigeschossiger Walmdachbau, 2. Hälfte 17. Jahrhundert | D-7-73-125-74 Wikidata  | weitere Bilder                                                    |
| Hafenmarkt 10 (Standort) | Wohnhaus                                                          | dreigeschossiger Satteldachbau mit getrepptem Ziergiebel und polygonalem Eckerker auf Profilkonsole, um 1600 | D-7-73-125-75 Wikidata  | weitere Bilder                                                    |
| Hafenmarkt 11 (Standort) | Ehemaliges Stiftshaus                                             | jetzt Stadt- und Hochstiftsmuseum, Gebäudegruppe aus einem auf der Stadtmauer stehenden Giebelhaus und schiefwinkelig angefügtem Anbau, Giebelwand mit Stützpfeilern, 15./16. und 17. Jahrhundert | D-7-73-125-76 Wikidata  | weitere Bilder                                                    |
| Hafenmarkt 12 (Standort) | Wohnhaus                                                          | viergeschossiger, abgeschrägter Satteldachbau des 16./17. Jahrhunderts | D-7-73-125-78 Wikidata  | weitere Bilder                                                    |
| Hafenmarkt 14 (Standort) | Wohnhaus                                                          | zweigeschossiger, giebelständiger, verputzter Massivbau mit Satteldach, im Kern um 1625 (dendrochronologisch datiert) | D-7-73-125-346          | BW                                                                |
| Hafenmarkt 15 (Standort) | Wohnhaus                                                          | dreigeschossiger Satteldachbau mit Mittelrisalit, risalitartigen Erkern und über Profilgesimsen leicht vorkragendem Ziergiebel, 16./17. Jahrhundert | D-7-73-125-80 Wikidata  | weitere Bilder                                                    |
| Heinrich-Roth-Platz 1 (Standort) | Bürgerhaus                                                        | dreigeschossiges Giebelhaus mit lisenengegliedertem Schweifgiebel, polygonalen Eckerkern und horizontaler Gliederung durch Profilgesimse, westlich anschließend zweigeschossiger Anbau mit Stufengiebel, von Hans Alberthal 1612, dreigeschossiger Anbau nach Norden mit Ziergiebel, 1686 | D-7-73-125-81 Wikidata  | weitere Bilder                                                    |
| Heustraße 2 (Standort) | Wohnhaus                                                          | zweigeschossiges Giebelhaus mit Satteldach und vorkragendem Fachwerkgiebel, geschnitzte Balkenköpfe, 18. Jahrhundert | D-7-73-125-82 Wikidata  | BW                                                                |
| Höllgasse 6 (Standort) | Wohnhaus                                                          | zweigeschossiger Satteldachbau mit Kastengesims an der Traufe, 17. Jahrhundert | D-7-73-125-84 Wikidata  | weitere Bilder                                                    |
| Höllgasse 11 (Standort) | Wohnhaus                                                          | zweigeschossiger, giebelständiger Satteldachbau, im Obergeschoss an der Langseite vorkragend, 16./17. Jahrhundert | D-7-73-125-87 Wikidata  | weitere Bilder                                                    |
| Höllgasse 13 (Standort) | Wohnhaus                                                          | dreigeschossiger Satteldachbau, 16./17. Jahrhundert | D-7-73-125-88 Wikidata  | weitere Bilder                                                    |
| Höllgasse 14 (Standort) | Wohnhaus                                                          | rückwärtiger Teil von Nr. 13, Aufzugsgaube, 17. Jahrhundert | D-7-73-125-89 Wikidata  | BW                                                                |
| Jakobstal 1 (Standort) | Wohnhaus                                                          | dreigeschossiges Giebelhaus mit Satteldach, über dem Erdgeschoss leicht vorkragend, 17. Jahrhundert | D-7-73-125-92 Wikidata  | weitere Bilder                                                    |
| Jakobstal 8 (Standort) | Wohnhaus                                                          | zweigeschossiges Traufseithaus mit steilem Satteldach und Dachgaube, 18. Jahrhundert | D-7-73-125-93 Wikidata  | weitere Bilder                                                    |
| Jakobstal 9 (Standort) | Wohnhaus                                                          | zweigeschossiges Traufseithaus mit Satteldach und Dachgaube, 18. Jahrhundert | D-7-73-125-94 Wikidata  | weitere Bilder                                                    |
| Jakobstal 17 (Standort) | Wohnhaus                                                          | zweigeschossiger Giebelbau mit Satteldach, im Kern 17./18. Jahrhundert | D-7-73-125-99 Wikidata  | weitere Bilder                                                    |
| Jakobstal 25 (Standort) | Wohnhaus                                                          | zweigeschossiger Giebelbau mit Satteldach und Giebelluke, 18. Jahrhundert | D-7-73-125-103 Wikidata | weitere Bilder                                                    |
| Jakobstal 27 (Standort) | Wohnhaus                                                          | zweigeschossiger Satteldachbau, nordöstliche Dachecke über profiliertem Kopfband vorkragend, abgewalmter Anbau, 18. Jahrhundert | D-7-73-125-104 Wikidata | weitere Bilder                                                    |
| Jakobstal 31 (Standort) | Wohnhaus                                                          | zweigeschossiger Traufseitbau mit Satteldach, im Kern 17./18. Jahrhundert | D-7-73-125-107 Wikidata | weitere Bilder                                                    |
| Jakobstal 35 (Standort) | Wohnhaus                                                          | zweigeschossiger Eckbau mit Satteldach, 18. Jahrhundert | D-7-73-125-111 Wikidata | weitere Bilder                                                    |
| Jakobstal 38 (Standort) | Wohnhaus                                                          | zweigeschossiger Traufseitbau mit Satteldach, im Kern 17./18. Jahrhundert | D-7-73-125-115          | weitere Bilder                                                    |
| Jakobstal 42 (Standort) | Wohnhaus                                                          | zweigeschossiger Traufseitbau mit Satteldach, im Kern 17./18. Jahrhundert | D-7-73-125-118          | weitere Bilder                                                    |
| Jakobstal 46 (Standort) | Wohnhaus                                                          | zweigeschossiger Traufseitbau mit Satteldach, Dachgaube mit Kranbalken, im Kern 17./18. Jahrhundert | D-7-73-125-122 Wikidata | weitere Bilder                                                    |
| Jakobstal 48 (Standort) | Wohnhaus                                                          | zweigeschossiger Giebelbau mit Satteldach, im Kern 17./18. Jahrhundert | D-7-73-125-123          | weitere Bilder                                                    |
| Jakobstal 49 (Standort) | Wohnhaus                                                          | zweigeschossiger Giebelbau mit Satteldach, im Kern 17./18. Jahrhundert | D-7-73-125-124          | weitere Bilder                                                    |
| Jakobstal 50 (Standort) | Wohnhaus                                                          | zweigeschossiger Giebelbau mit Satteldach, im Kern 17./18. Jahrhundert | D-7-73-125-125          | weitere Bilder                                                    |
| Jakobstal 52 (Standort) | Wohnhaus                                                          | zweigeschossiger Satteldachbau, 18. Jahrhundert | D-7-73-125-127 Wikidata | BW                                                                |
| Jakobstal 54 (Standort) | Wohnhaus                                                          | zweigeschossiger, traufständiger Satteldachbau, 18. Jahrhundert | D-7-73-125-129 Wikidata | weitere Bilder                                                    |
| Jakobstal 55 (Standort) | Wohnhaus                                                          | zweigeschossiger, traufständiger Satteldachbau, 18. Jahrhundert | D-7-73-125-130          | weitere Bilder                                                    |
| Jakobstal 57 (Standort) | Wohnhaus                                                          | zweigeschossiger Satteldachbau mit rückwärtigem, eingeschossigem Anbau, wohl 17. Jahrhundert | D-7-73-125-131 Wikidata | weitere Bilder                                                    |
| Jakobstal 60 (Standort) | Wohnhaus                                                          | zweigeschossiger Traufseitbau mit Satteldach, wohl 17. Jahrhundert | D-7-73-125-132 Wikidata | BW                                                                |
| Jakobstal 67 (Standort) | Wohnhaus                                                          | zweigeschossiger Giebelbau mit Satteldach, wohl 17. Jahrhundert | D-7-73-125-136          | weitere Bilder                                                    |
| Jakobstal 68 (Standort) | Bauernhaus                                                        | zweigeschossiges Wohnhaus mit Satteldach und rechtwinklig angebauter Scheune, im Kern 16. Jahrhundert, im 19. Jahrhundert verändert | D-7-73-125-329 Wikidata | BW                                                                |
| Jakobstal 71 (Standort) | Wohnhaus                                                          | zweigeschossiger Eckbau mit Satteldach, 17./18. Jahrhundert | D-7-73-125-138 Wikidata | weitere Bilder                                                    |
| Jakobstal 74 (Standort) | Wohnhaus                                                          | zweigeschossiger Satteldachbau, wohl 17. Jahrhundert | D-7-73-125-139 Wikidata | weitere Bilder                                                    |
| Jakobstal 75 (Standort) | Wohnhaus                                                          | zweigeschossiger Satteldachbau mit über einem Profilbalken vorkragenden Obergeschoss, westlich Anbau mit Schneckenvolutengiebel, um 1680 | D-7-73-125-140 Wikidata | weitere Bilder                                                    |
| Jakobstal 87 (Standort) | Wohnhaus                                                          | zweigeschossiges Giebelhaus mit Satteldach und verputztem Fachwerkgiebel, 17. Jahrhundert | D-7-73-125-143 Wikidata | weitere Bilder                                                    |
| Jakobstal 88 (Standort) | Wohnhaus                                                          | zweigeschossiges Giebelhaus mit Satteldach und verputztem Fachwerkgiebel, 17. Jahrhundert | D-7-73-125-144          | weitere Bilder                                                    |
| Kapuzinerplatz 1 (Standort) | Ehemalige Kapuzinerklosterkirche St. Andreas                      | schlichter einschiffiger Bau mit Tonnengewölbe, von Valerian Brenner 1695–97; mit Ausstattung; Kloster St. Antonius von Padua, schlichte zweigeschossige Dreiflügelanlage, an die Südseite der Kirche angeschlossen und um einen quadratischen Hof gruppiert, gleichzeitig; zugehörig Garten mit Ummauerung von 1699 | D-7-73-125-146 Wikidata | weitere Bilder                                                    |
| Kapuzinerstraße 1 (Standort) | Wohnhaus                                                          | dreigeschossiges Traufseithaus mit polygonalem Eckerker, im Kern 17. Jahrhundert, modernisiert | D-7-73-125-147 Wikidata | weitere Bilder                                                    |
| Kapuzinerstraße 2 (Standort) | Kelleranlage                                                      | wohl 18. Jahrhundert Nicht mehr existent, am 10. September 2016 vor Ort gewesen | D-7-73-125-148 Wikidata | BW                                                                |
| Kapuzinerstraße 4 (Standort) | Apotheke                                                          | aus zwei Häusern bestehender zweigeschossiger Traufseitbau, südliches Haus mit Mansarddach, das nördliche mit Nr. 5 unter einem Satteldach, im Kern 18. Jahrhundert; siehe auch Eintrag Stadtbefestigung | D-7-73-125-149 Wikidata | weitere Bilder                                                    |
| Kapuzinerstraße 5 (Standort) | Wohnhaus                                                          | zweigeschossiges Eckhaus mit Zwerchhaus, im Kern 18. Jahrhundert; mit Nr. 4 unter einem Satteldach | D-7-73-125-150 Wikidata | weitere Bilder                                                    |
| Kapuzinerstraße 7 (an der Außenwand der Turnhalle) (Standort)                                                                                | Heiligenfigur                                                     | Muttergottes, um 1690 | D-7-73-125-151 Wikidata | Heiligenfigur                                                     |
| Kapuzinerstraße 8 (Standort) | Ehemalige Katholische Friedhofskapelle St. Wolfgang               | 1536; mit Ausstattung; angebaut ehemaliges Totengräberhaus, zweigeschossiger Satteldachbau, um 1715 erneuert; an Kirchenmauer und Vorhalle Grabmäler | D-7-73-125-152 Wikidata | weitere Bilder                                                    |
| Kapuzinerstraße 34 (Standort) | Wohnhaus                                                          | zweigeschossiger Satteldachbau mit verputztem, leicht vorkragendem Fachwerkgiebel, wohl 18. Jahrhundert, Erdgeschoss modernisiert | D-7-73-125-155 Wikidata | weitere Bilder                                                    |
| Kapuzinerstraße 37 (Standort) | Wohn- und Geschäftshaus                                           | zweigeschossiger Satteldachbau mit seitlichem Anbau, Fassade in historistischen Formen gestaltet, Ende 19. Jahrhundert | D-7-73-125-156 Wikidata | weitere Bilder                                                    |
| Kapuzinerstraße 38 (Standort) | Wohnhaus                                                          | dreigeschossiges Giebelhaus mit Satteldach, 17. Jahrhundert, Erdgeschoss modernisiert | D-7-73-125-157 Wikidata | weitere Bilder                                                    |
| Kapuzinerstraße 39 (Standort) | Wohnhaus                                                          | dreigeschossiges Giebelhaus mit Satteldach und verputztem Fachwerk, zweites Obergeschoss vorkragend mit seitlichen Konsolen, 17. Jahrhundert, Erdgeschoss modernisiert | D-7-73-125-158 Wikidata | weitere Bilder                                                    |
| Kardinal-von-Waldburg-Straße 2 (Standort) | Ehemaliges Gasthaus                                               | dreigeschossiger Giebelbau, Wellengiebel mit unterbrochenen Gesimsen, Erdgeschoss mit Putzrustika und Gesimsabschluß, Mitte 17. Jahrhundert | D-7-73-125-159 Wikidata | weitere Bilder                                                    |
| Kardinal-von-Waldburg-Straße 5 (Standort) | Katholische Studienkirche Mariä Himmelfahrt                       | Ehemalige Jesuitenkirche, einschiffige Wandpfeilerkirche, 1610–17 von Johann Alberthal, 1750–65 Umgestaltung des Inneren; mit Ausstattung | D-7-73-125-161 Wikidata | weitere Bilder                                                    |
| Kardinal-von-Waldburg-Straße 6 (Standort) | Ehemaliges Jesuitenkolleg                                         | jetzt Akademie für Lehrerfortbildung, Gebäudekomplex aus vier um einen rechteckigen Innenhof gruppierten Flügeln und einem äußeren Westflügel nach Norden, alle Trakte viergeschossig, 1565–68, von Christian Hueber und Jakob Amrhein, 1713 erneuert, Straßenfront des Südflügels mit Sockel aus Kalksteinquadern, profilierten Fensterrahmen und Dreieck- und Segmentbogengiebeln über den Fenstern, 1732, Neubau Westflügel von Ignatius Merani, 1736–38; mit Ausstattung und Sammlung                                                                                    | D-7-73-125-162 Wikidata | weitere Bilder                                                    |
| Kardinal-von-Waldburg-Straße 6 (Standort) | Ehemalige Universität                                             | jetzt Akademie für Lehrerfortbildung, eingebaut zwischen Jesuitenkolleg und der Regentie des Priesterseminars, dreigeschossiger Satteldachbau mit Zwerchgiebel, Südfassade stark plastisch gegliedert, 1619–21; mit Ausstattung; 1761–64 Rokokoausstattung des „Goldenen Saals“ | D-7-73-125-163 Wikidata | weitere Bilder                                                    |
| Kardinal-von-Waldburg-Straße 51 (Standort)                                                                                                   | Ehemaliges Gymnasium                                              | jetzt Studienbibliothek, hoher viergeschossiger Walmdachbau mit geschweiftem Zwerchgiebel und Dachreiter, Fassade mit umlaufendem glattem Sockel, Ecklisenen, Gesimsbändern und profilierten Fensterrahmungen mit Schlussstein, nach Plänen von Jakob Amrhein und Johann Georg Fischer 1724–25, 1894/96 Fassade verändert; mit Sammlungen | D-7-73-125-165 Wikidata | weitere Bilder                                                    |
| Kardinal-von-Waldburg-Straße 53 (Standort)                                                                                                   | Fuggerhaus                                                        | dreigeschossiger Satteldachbau, Vorderhaus an den drei Obergeschossen von polygonalen Eckerkern flankiert, Giebelfläche mit geschwungenem Giebelfeld, Erdgeschoss in Putzrustika, im Kern 16. Jahrhundert, Anfang 17. Jahrhundert verändert, Hinterhaus und Verbindungstrakt, Hof mit Korbbogenarkaden, 18. Jahrhundert | D-7-73-125-166 Wikidata | weitere Bilder                                                    |
| Kardinal-von-Waldburg-Straße 54 (Standort)                                                                                                   | Kleines Fuggerhaus                                                | dreigeschossiger Satteldachbau mit Volutengiebel, Flacherker, Putzband und Profilgesimsen, Mitte 17. Jahrhundert | D-7-73-125-167 Wikidata | weitere Bilder                                                    |
| Kardinal-von-Waldburg-Straße 55 (Standort)                                                                                                   | Bürgerhaus                                                        | dreigeschossiger Giebelbau mit profiliertem Traufgesims und geschwungenem, durch Gesimse unterteilten Giebel, 2. Hälfte 17. Jahrhundert | D-7-73-125-168 Wikidata | weitere Bilder                                                    |
| Kardinal-von-Waldburg-Straße 56 (Standort)                                                                                                   | Bürgerhaus                                                        | dreigeschossiger Giebelbau mit zwei Flacherkern, Putzrustika im Erdgeschoss, Portal mit Gebälk, Giebel durch Horizontalgesimse unterteilt und durch Voluten eingefasst, 1. Hälfte 18. Jahrhundert; Hoftor, 18. Jahrhundert | D-7-73-125-169 Wikidata | weitere Bilder                                                    |
| Kardinal-von-Waldburg-Straße 57 (Standort)                                                                                                   | Bürgerhaus                                                        | dreigeschossiger Giebelbau, Fassade bezeichnet 1869, im Kern wohl älter, mit neuerem Anbau | D-7-73-125-170 Wikidata | weitere Bilder                                                    |
| Kasernplatz 1 (Standort) | Wohnhaus                                                          | dreigeschossiger Traufseitbau mit Satteldach und verputztem Fachwerk, wohl 17. Jahrhundert | D-7-73-125-171 Wikidata | weitere Bilder                                                    |
| Kasernplatz 3 (Standort) | Wohnhaus                                                          | dreigeschossiger Giebelbau mit Satteldach und verputzten, vorkragenden Fachwerkobergeschossen, wohl 17. Jahrhundert | D-7-73-125-173 Wikidata | weitere Bilder                                                    |
| Kasernplatz 4 (Standort) | Gasthaus                                                          | zweigeschossiger Giebelbau, 18. Jahrhundert | D-7-73-125-174 Wikidata | weitere Bilder                                                    |
| Kasernplatz 5 (Standort) | Wohnhaus                                                          | zweigeschossiger Walmdachbau mit profiliertem Traufgesims und Gaube mit Kranbalken, 1. Viertel 18. Jahrhundert | D-7-73-125-175 Wikidata | weitere Bilder                                                    |
| Kasernplatz 6 (Standort) | Alte Kaserne                                                      | Baukomplex aus fünf zweigeschossigen, mit umlaufenden Satteldächern gedeckten Flügeln, die zwei rechteckige Höfe mit umlaufenden Laubengängen umschließen, wohl von Andreas Moosbrugger 1722/23 | D-7-73-125-176 Wikidata | Alte Kaserne                                                      |
| Kasernplatz 12; Paradiesweg 19, 20, 21, 22, 23, 24, 25, 26, 27, 28; Schützenstraße 1a, 1b, 1c, 1d, 1e, 1f, 1g, 1h, 1i, 1j, 1k, 1l (Standort) | Ludwigskaserne                                                    | zweigeschossiges Hauptgebäude mit abgewalmten Satteldächern und Mittelrisaliten, zweigeschossiges Nebengebäude mit abgewalmtem Satteldach, 1839–44 | D-7-73-125-178 Wikidata | BW                                                                |
| Klosterstraße 3 (Standort) | Ehemaliges Dominikanerinnenkloster St. Ulrich                     | ehemalige Wirtschaftsgebäude erhalten, dreiflügelige Anlage um Innenhof; Straßenfront mit Eckrisaliten und korbbogigen Blendarkaden, 1716 | D-7-73-125-179 Wikidata | weitere Bilder                                                    |
| Klosterstraße 5 (Standort) | Brunnen mit Mariensäule                                           | 1754/55 von Johann Michael Fischer; auf dem Kirchplatz | D-7-73-125-182 Wikidata | weitere Bilder                                                    |
| Klosterstraße 5 (Standort) | Katholische Stadtpfarrkirche St. Peter                            | einschiffige Wandpfeileranlage, von Johann Albertal 1619–1628; mit Ausstattung; Ölbergkapelle, ehemalige Kapelle St. Vitus, querovaler Bau mit Flachkuppel, um 1628, über der Kapelle Ölbergnische mit Apostelfiguren, oberschwäbische Terracottafiguren, um 1500 | D-7-73-125-180 Wikidata | weitere Bilder                                                    |
| Klosterstraße 8 (Standort) | Ehemaliges Städtisches Leihhaus                                   | zweigeschossiger giebelständiger Satteldachbau mit profiliertem Trauf- und Giebelgesims, Ladeluke und Kranbalken, im Kern 17. Jahrhundert | D-7-73-125-184 Wikidata | weitere Bilder                                                    |
| Klosterstraße 11 (Standort) | Wohnhaus                                                          | dreigeschossiger Satteldachbau, ehemals zweigeschossig mit Zwerchhaus, später seitlich erhöht, Nische mit Pilastern und Baldachinhaube aus Blech gerahmt, um 1680, später verändert | D-7-73-125-186 Wikidata | weitere Bilder                                                    |
| Königstraße 7 (Standort) | Alter Regentiebau                                                 | jetzt Akademie für Lehrerfortbildung, Südflügel des alten Priesterseminars, stattlicher dreigeschossiger Giebelbau mit dreigeschossigem Runderker, südliche Längsfront abgewinkelt, horizontale Gliederung durch profilierte Geschossgesimse, Giebel dreigeschossig mit Fenstern und Gesimsen, von Johann Alberthal 1619–1621; nach hinten anschließend ehemaliges Priesterseminar, jetzt Akademie für Lehrerfortbildung, stattlicher viergeschossiger Bau über T-förmigem Grundriss mit Eckturm und Anstaltskirche, barockisierend, von Otto Mayer 1910–11; mit Ausstattung | D-7-73-125-164 Wikidata | weitere Bilder                                                    |
| Königstraße 9 (Standort) | Bürgerhaus                                                        | dreigeschossiges Eckhaus mit Giebel zur Klosterstraße und polygonalem Eckerker über breiten Profilkonsolen mit Ecklisenen, vielleicht unter Beteiligung von Johann Alberthal erbaut 1618, westlicher Rechteckerker von 1895 | D-7-73-125-187 Wikidata | weitere Bilder                                                    |
| Königstraße 13 (Standort) | Bürgerhaus                                                        | dreigeschossiges Giebelhaus, im Kern 17. Jahrhundert | D-7-73-125-188 Wikidata | weitere Bilder                                                    |
| Königstraße 15 (Standort) | Ehemaliges fürstbischöfliches Regierungsgebäude                   | dreigeschossiger Bau aus zwei im rechten Winkel aneinanderstoßenden Flügeln mit abgewalmten Satteldächern, Zwerchgiebel mit Voluten, Fassadengestaltung mit Eckrustika, Putzbänder und geohrten Putzrahmen, für das Hochstift Augsburg wohl von Andreas Moosbrugger erbaut 1715 | D-7-73-125-189 Wikidata | weitere Bilder                                                    |
| Königstraße 16 (Standort) | Bürgerhaus                                                        | dreigeschossiger Giebelbau mit verputztem Fachwerk, im Kern 17. Jahrhundert | D-7-73-125-325 Wikidata | weitere Bilder                                                    |
| Königstraße 17 (Standort) | Bürgerhaus                                                        | ehemaliges Gasthaus zum Kreuz, dreigeschossiges Giebelhaus, von Josef Dossenberger d. J. 1780 | D-7-73-125-190 Wikidata | weitere Bilder                                                    |
| Königstraße 18 (Standort) | Bürgerhaus                                                        | dreigeschossiger Giebelbau, im Erdgeschoss drei Arkadensäulen aus Kalkstein, im Kern wohl 17. Jahrhundert, Fassade 1858 | D-7-73-125-191 Wikidata | weitere Bilder                                                    |
| Königstraße 19 (Standort) | Ehemaliger Bürgerbräu                                             | dreigeschossiger Mansarddachbau mit Gauben, Fassade durch Lisenen und Sockelstücke gegliedert, vielleicht von Franz Kleinhans 1749, Erdgeschoss modernisiert | D-7-73-125-192 Wikidata | weitere Bilder                                                    |
| Königstraße 20 (Standort) | Bürgerhaus, heute katholisches Pfarramt                           | dreigeschossiger Giebelbau mit Eckerker auf Profilkonsole und profiliertem Traufgesims, im Kern wohl 17. Jahrhundert, Erdgeschoss modernisiert; Hofeinfahrt mit schmiedeeisernem Gitter | D-7-73-125-193 Wikidata | weitere Bilder                                                    |
| Königstraße 21 (Standort) | Bürgerhaus                                                        | zweigeschossiger Giebelbau in Ecklage mit neubarocker Fassade, 1916 | D-7-73-125-194 Wikidata | weitere Bilder                                                    |
| Königstraße 22 (Standort) | Wohn- und Geschäftshaus                                           | zweigeschossiger Satteldachbau mit Ziergiebel und Zwerchgiebel, in Formen des Eklektizismus gestaltet, 1925, Erdgeschoss modernisiert | D-7-73-125-195 Wikidata | weitere Bilder                                                    |
| Königstraße 23 (Standort) | Wohn- und Geschäftshaus                                           | Ehemaliges Gasthaus und Brauerei zum Glockenwirt, dreigeschossiger Giebelbau, im Kern 17./18. Jahrhundert, Fassade um 1850 und 1925 | D-7-73-125-196 Wikidata | weitere Bilder                                                    |
| Königstraße 25 (Standort) | Mitteltorturm                                                     | Torturm der ehemaligen Stadtbefestigung, um 1500 und 1754, im Kern 13. Jahrhundert; siehe auch Eintrag Stadtbefestigung | D-7-73-125-197 Wikidata | weitere Bilder                                                    |
| Königstraße 26 (Standort) | Wohnhaus                                                          | dreigeschossiger Satteldachbau mit seitlich auskragendem zweitem Obergeschoss und Arkaden im Erdgeschoss, 17. Jahrhundert. Mit der Westwand auf der Stadtmauer, siehe auch Eintrag Stadtbefestigung | D-7-73-125-198 Wikidata | weitere Bilder                                                    |
| Königstraße 29 (Standort) | Bürgerhaus                                                        | dreigeschossiger Satteldachbau mit großem Zwerchhaus zur Straße, im Kern 17. Jahrhundert, Fassade um 1850, Erdgeschoss modernisiert | D-7-73-125-199 Wikidata | weitere Bilder                                                    |
| Königstraße 30 (Standort) | Ehemaliges Gasthaus Lamm                                          | zweigeschossiges Giebelhaus mit Putzrustikasockel, Profilgesims als Giebelbasis-Teilung, westlich begiebelter Anbau mit gleichem Fassadendekor, 17. Jahrhundert | D-7-73-125-200 Wikidata | weitere Bilder                                                    |
| Königstraße 31 (Standort) | Bürgerhaus                                                        | schlichtes zweigeschossiges Giebelhaus, 1662, Erdgeschoss modernisiert | D-7-73-125-201 Wikidata | weitere Bilder                                                    |
| Königstraße 32 (Standort) | Bürgerhaus                                                        | zweigeschossiges Giebelhaus, Wellengiebel mit Schwalbenschwanzzinnen, im Kern um 1600, Fassade modernisiert | D-7-73-125-202 Wikidata | weitere Bilder                                                    |
| Königstraße 34 (Standort) | Untere Apotheke                                                   | dreigeschossiger Giebelbau, Giebel mit Schneckenvoluten und durch Gesimse geteilten Zonen, Fenster mit Stuckrahmungen, im Kern 16./17. Jahrhundert, Umgestaltung im 18. Jahrhundert, Fassadengestaltung um 1730/40 vielleicht von Balthasar Suiter, Erdgeschoss modernisiert | D-7-73-125-203 Wikidata | weitere Bilder                                                    |
| Königstraße 35, 36 (Standort) | Ehemaliges Gasthaus zum Stern                                     | dreigeschossiger Traufseitbau mit polygonalem Nordwesterker, Flacherker und liesengegliedertem Schweifgiebel, östliche Giebelschräge mit Zinnen des 15./16. Jahrhunderts und Turmaufsatz, wohl von Johann Alberthal um 1615 | D-7-73-125-204 Wikidata | Ehemaliges Gasthaus zum Stern                                     |
| Königstraße 37 (Standort) | Rathaus                                                           | zweigeschossiges Eckhaus mit Giebeln nach Norden und Süden; am Südgiebel Prismenlisenen, die als über Eck gestellte Zinnen mit kleinen Satteldächern enden; der nördliche Giebel lässt den Bau dreigeschossig erscheinen; im Kern um 1456, Fassade 1877, wurde am 26. Juli 2017 durch einen Brand stark beschädigt | D-7-73-125-206 Wikidata | weitere Bilder                                                    |
| Königstraße 38 (Standort) | Rathaus                                                           | Ehemaliges Postgebäude, viergeschossiger Walmdachbau, Mittelrisalit durch Zwerchhaus mit Dreiecksgiebel auf Voluten abgeschlossen, Erdgeschoss- und Eckrustika, im Kern um 1620, Fassade 1872, | D-7-73-125-207 Wikidata | weitere Bilder                                                    |
| Königstraße 39 (Standort) | Wohnhaus                                                          | kleines dreigeschossiges Giebelhaus mit massivem Erdgeschoss und verputzten Fachwerkobergeschossen, im Kern wohl 17. Jahrhundert, Erdgeschoss modernisiert | D-7-73-125-208 Wikidata | weitere Bilder                                                    |
| Königstraße 40 (Standort) | Wohnhaus                                                          | schmales dreigeschossiges Giebelhaus mit vorkragenden Obergeschossen, geschwungene Giebelwangen, 1. Hälfte 17. Jahrhundert, Erdgeschoss modernisiert | D-7-73-125-209 Wikidata | weitere Bilder                                                    |
| Königstraße 41 (Standort) | Wohn- und Geschäftshaus                                           | dreigeschossiger Satteldachbau, Fassade in klassizisierenden Stilelementen, um 1880 | D-7-73-125-210 Wikidata | weitere Bilder                                                    |
| Königstraße 42 (Standort) | Bürgerhaus                                                        | dreigeschossiges Giebelhaus mit polygonalem Eckerker und Geschosstrennung durch Gesimse, rückwärtiger Anbau mit Mansardwalmdach des 18. Jahrhunderts, im Kern 16./17. Jahrhundert, Fassade erneuert, Erdgeschoss modernisiert | D-7-73-125-211 Wikidata | weitere Bilder                                                    |
| Königstraße 43 (Standort) | Bürgerhaus                                                        | dreigeschossiges Giebelhaus, Geschosstrennung durch Gesimse, reich profiliertes Traufgesims als Giebelbasis, Giebel mit Voluten, im Kern 16. /17. Jahrhundert, Fassade nach Mitte 17. Jahrhundert, Erdgeschoss modernisiert | D-7-73-125-212 Wikidata | weitere Bilder                                                    |
| Königstraße 44 (Standort) | Bürgerhaus                                                        | dreigeschossiger Giebelbau mit Profilgesimsen als Geschosstrennung, Obergeschosse von Erkern flankiert, Giebel mit Voluten und Gesimsunterteilung, wohl von David Mozart 1661–65, Erdgeschoss modernisiert | D-7-73-125-213 Wikidata | weitere Bilder                                                    |
| Königstraße 46 (Standort) | Ehemaliges Gasthaus Traube                                        | zweigeschossiges Eckhaus mit Zwerchgiebel auf der Traufseite und Freitreppe, Giebel mit Anschwüngen und Pyramiden, 16./17. Jahrhundert, Umgestaltung um 1746; südlich viergeschossiger Anbau mit Wellengiebel; nach Osten Speicherbau mit Schopfwalm, Keller wohl unter Nutzung des vormaligen Stadtgrabens, 16./17. Jahrhundert | D-7-73-125-214 Wikidata | weitere Bilder                                                    |
| Königstraße 47 (Standort) | Bürgerhaus                                                        | dreigeschossiges Eckhaus mit Giebel nach Norden, am Giebel Eckpostamente, 2. Hälfte 19. Jahrhundert | D-7-73-125-215 Wikidata | weitere Bilder                                                    |
| Konviktstraße 4 (Standort) | Wohnhaus                                                          | zweigeschossiger Bau mit Mansarddach, wohl 18. Jahrhundert | D-7-73-125-216 Wikidata | BW                                                                |
| Konviktstraße 6 (Standort) | Wohnhaus                                                          | zweigeschossiger Traufseitbau mit Traufgesims und polygonalem Ecktürmchen, mit späterem Anbau, 2. Hälfte 18. Jahrhundert | D-7-73-125-217 Wikidata | weitere Bilder                                                    |
| Konviktstraße 7 (Standort) | Wohnhaus                                                          | Satteldachbau in Ziegelmauerwerk, in Stilelementen der Renaissance, 1889; gemauerte Hofeinfahrt. Nördliche Hausrückwand an die Stadtmauer angebaut, siehe auch Eintrag Stadtbefestigung | D-7-73-125-218 Wikidata | BW                                                                |
| Konviktstraße 8 (Standort) | Wohnhaus                                                          | zweigeschossiger Traufseitbau mit Mansarddach und Putzrustika im Erdgeschoss, mit traufseitigem westlichem Anbau, um 1840 | D-7-73-125-219 Wikidata | weitere Bilder                                                    |
| Konviktstraße 11 (Standort) | Ehemaliges Schülerheim St. Immaculata der Franziskanerinnen       | jetzt Schule, dreigeschossiger Satteldachbau mit Zwerchgiebel über Mittelrisalit, neubarock, bezeichnet 1910/11 | D-7-73-125-221 Wikidata | Ehemaliges Schülerheim St. Immaculata der Franziskanerinnen       |
| Konviktstraße 14 (Standort) | Franziskanerinnenkirche Mariä Himmelfahrt                         | einschiffiger Bau mit ovaler Flachkuppel, von Franz Kleinhans nach Plänen von Johann Georg Fischer 1736–38; mit Ausstattung; Franziskanerinnenkloster, östlich der Kirche sich um zwei Höfe gruppierende Gebäude, 1464–1658 und 1736–38; mit Ausstattung. Siehe Eintrag Stadtbefestigung | D-7-73-125-183 Wikidata | weitere Bilder                                                    |
| Lammstraße 4 (Standort) | Wohnhaus                                                          | dreigeschossiges Eckhaus mit Satteldach und verputztem Fachwerkgiebel, Teil der traufseitigen Fassade vorkragend und mit Pultdach abschließend, im Kern wohl 17./18. Jahrhundert, im 19. Jahrhundert verändert | D-7-73-125-222 Wikidata | weitere Bilder                                                    |
| Lammstraße 9 (Standort) | Wohnhaus                                                          | zweigeschossiges Giebelhaus mit verputztem Fachwerkobergeschoss, Balkenköpfen und Aufzugsrolle, 18. Jahrhundert, im Kern 17. Jahrhundert | D-7-73-125-223 Wikidata | weitere Bilder                                                    |
| Lammstraße 10 (Standort) | Wohnhaus                                                          | zweigeschossiger Giebelbau mit verputztem Fachwerkobergeschoss, 18. Jahrhundert, im Kern 17. Jahrhundert | D-7-73-125-224 Wikidata | weitere Bilder                                                    |
| Lammstraße 11 (Standort) | Wohnhaus                                                          | dreigeschossiger Satteldachbau mit polygonalem Eckerker auf profilierter Konsole, mit profiliertem Traufgesims und segmentbogigen Fenstern, 1. Hälfte 17. Jahrhundert, erneuert | D-7-73-125-225 Wikidata | weitere Bilder                                                    |
| Lauinger Straße 18 (Standort) | Stattliches Wohnhaus                                              | zweigeschossiger Walmdachbau über erhöhtem Kellergeschoss mit eingezogener Giebelfassade und Erkerturm, von K. Hakh 1923 | D-7-73-125-321 Wikidata | weitere Bilder                                                    |
| Martin-Luther-Platz 2 (Standort) | Evangelisch-lutherische Pfarrkirche Katharinenkirche              | neugotischer Rohziegelbau, 1891/92 von Richard Greiner; mit Ausstattung | D-7-73-125-226 Wikidata | weitere Bilder                                                    |
| Martin-Luther-Platz 3 (Standort) | Evangelisch-lutherisches Pfarrhaus                                | zweigeschossiger Neurenaissance-Bau mit polygonalem Erkerturm, um 1900 | D-7-73-125-227 Wikidata | Evangelisch-lutherisches Pfarrhaus                                |
| Parkstraße 11 (Standort) | Wohnhaus                                                          | eingeschossiges Mansarddachhaus mit profiliertem Traufgesims und biedermeierlicher Inschrifttafel, um 1800; nördlicher Anbau, eingeschossiger Wirtschaftsteil mit Satteldach | D-7-73-125-229 Wikidata | weitere Bilder                                                    |
| Parkstraße 19 (Standort) | Wohnhaus                                                          | zweigeschossiger Mansarddachbau mit Dachgauben, 2. Hälfte 18. Jahrhundert | D-7-73-125-230 Wikidata | weitere Bilder                                                    |
| Parkstraße 20 (Standort) | Wohnhaus                                                          | zweigeschossiger Mansarddachbau, 2. Hälfte 18. Jahrhundert | D-7-73-125-231 Wikidata | BW                                                                |
| Regens-Wagner-Straße 8 (Standort) | Ehemalige Bäderanlage und Maschinenhaus                           | jetzt Stadtwerke, eingeschossiger Mansarddachbau mit Stichbogenfenster und Fassadendekor in zweifarbigem Backstein; Wasserturm, verputzt, bezeichnet 1901 | D-7-73-125-232 Wikidata | Ehemalige Bäderanlage und Maschinenhaus                           |
| Sankt-Ulrichs-Platz (Standort) | Ulrichsdenkmal                                                    | mit Figur von Jakob Bradl, 1910 | D-7-73-125-235 Wikidata | weitere Bilder                                                    |
| Schloßgarten (Standort) | ehemaliges Gärtnerhaus und Salettl                                | unter Fürstbischof Heinrich von Knörringen 1599 erbaut | D-7-73-125-236 Wikidata | weitere Bilder                                                    |
| Schloßgarten (Standort) | Kapelle St. Ulrich                                                | nach 1505, Barockisierung durch Balthasar Suiter 1742/43; mit Ausstattung | D-7-73-125-236 Wikidata | weitere Bilder                                                    |
| Schloßgarten (Standort) | Schlossmauer                                                      | die Steilhänge des Terrassensporns mit Stützmauern gefasst | D-7-73-125-236 Wikidata | BW                                                                |
| Schloßgarten (Standort) | Zwinger                                                           | zwischen äußerer und innerer Mauerschale | D-7-73-125-236 Wikidata | BW                                                                |
| Schloßgarten (Standort) | Turm                                                              | mit unterirdischem Gang, 15./16. Jahrhundert, an der Schlossmauer | D-7-73-125-236 Wikidata | Turm                                                              |
| Schloßgarten (Standort) | Quellnische                                                       | 17. Jahrhundert, an der Schlossmauer | D-7-73-125-236 Wikidata | BW                                                                |
| Schloßstraße 3 (Standort) | Schloss                                                           | Komplex aus vier ungleichen, drei- bzw. viergeschossigen Flügeln um einen unregelmäßig polygonalen Hof, gelegen am Südrand der Altstadt auf der hier steil gegen die Donauniederung abfallenden Hochterrasse, erbaut auf den Grundmauern der ehemaligen mittelalterlichen Burg, Baukomplexe und Erweiterungen aus dem 12., 15., 16. und 18. Jahrhundert; mit Ausstattung | D-7-73-125-236 Wikidata | weitere Bilder                                                    |
| Schloßstraße 4 (Standort) | Ehemalige Schlosswache                                            | jetzt Gasthaus, zweigeschossiger Walmdachbau mit seitlichem Zwerchhaus und Mittelgiebel mit Muschelwerkstuck und Trophäen, 1737–40 | D-7-73-125-236 Wikidata | weitere Bilder                                                    |
| Seelgasse 1 (Standort) | Wohnhaus                                                          | zweigeschossiger Traufseitbau mit Mansarddach und Zwerchhaus, 17. Jahrhundert | D-7-73-125-238 Wikidata | weitere Bilder                                                    |
| Seelgasse 3 (Standort) | Wohnhaus                                                          | zweigeschossiges Traufseithaus mit Satteldach, profiliertem Traufgesims und verputztem Fachwerkobergeschoss, 17./18. Jahrhundert | D-7-73-125-239 Wikidata | weitere Bilder                                                    |
| Seelgasse 6, 6 a (Standort) | Wohnhaus                                                          | zweigeschossiger Traufseitbau mit Satteldach und verputztem Fachwerkobergeschoss, 17./18. Jahrhundert | D-7-73-125-242 Wikidata | weitere Bilder                                                    |
| Seelgasse 7 (Standort) | Wohnhaus                                                          | zweigeschossiger Traufseitbau mit Satteldach und verputztem Fachwerkobergeschoss, 17./18. Jahrhundert | D-7-73-125-243          | weitere Bilder                                                    |
| Seelgasse 9 (Standort) | Wohnhaus                                                          | zweigeschossiger Traufseitbau in Ecklage mit Satteldach und verputztem Fachwerkobergeschoss, 17./18. Jahrhundert | D-7-73-125-245 Wikidata | weitere Bilder                                                    |
| Seelgasse 10 (Standort) | Ackerbürgerhaus                                                   | zweigeschossiges Giebelhaus mit Satteldach, angebautem Stall und Scheune, 17. Jahrhundert | D-7-73-125-246 Wikidata | weitere Bilder                                                    |
| Seelgasse 11 (Standort) | Wohnhaus                                                          | zweigeschossiger Satteldachbau in Ecklage mit abgeschrägtem, geknicktem Giebel, 17. Jahrhundert | D-7-73-125-247 Wikidata | weitere Bilder                                                    |
| Seelgasse 14 (Standort) | Wohnhaus                                                          | zweigeschossiger, traufständiger Satteldachbau mit vorkragendem und verputztem Fachwerkobergeschoss, 17. Jahrhundert | D-7-73-125-250 Wikidata | Wohnhaus                                                          |
| Vorstadtstraße 12 (Standort) | Wohnhaus                                                          | zweigeschossiger Satteldachbau mit um die Giebelschräge gezogenem Traufgesims, 18. Jahrhundert; mit Nr. 13 unter einem Dach zusammengefasst | D-7-73-125-252 Wikidata | weitere Bilder                                                    |
| Vorstadtstraße 13 (Standort) | Wohnhaus                                                          | zweigeschossiger Satteldachbau mit um die Giebelschräge gezogenem Traufgesims, 18. Jahrhundert; mit Nr. 12 unter einem Dach zusammengefasst | D-7-73-125-253 Wikidata | weitere Bilder                                                    |
| Vorstadtstraße 14 (Standort) | Wohnhaus                                                          | zweigeschossiger Satteldachbau in Ecklage mit verputztem Fachwerkgiebel und Kastengesims an der Traufe, 18. Jahrhundert | D-7-73-125-254 Wikidata | weitere Bilder                                                    |
| Vorstadtstraße 15 (Standort) | Wohnhaus                                                          | zweigeschossiger, traufständiger Satteldachbau mit verputztem Fachwerkgiebel und Kastengesims an der Traufe, 18. Jahrhundert | D-7-73-125-255 Wikidata | weitere Bilder                                                    |
| Vorstadtstraße 16 (Standort) | Wohnhaus                                                          | zweigeschossiger Giebelbau in Ecklage mit Satteldach und Giebelgesimsen, wohl 18. Jahrhundert | D-7-73-125-256 Wikidata | weitere Bilder                                                    |
| Vorstadtstraße 17 (Standort) | Gasthaus                                                          | zweigeschossiger Giebelbau mit Satteldach und Giebelgesimsen, wohl 17. Jahrhundert | D-7-73-125-257 Wikidata | weitere Bilder                                                    |
| Vorstadtstraße 19 (Standort) | Wohnhaus                                                          | zweigeschossiger Giebelbau mit Satteldach und einseitig vorkragendem Obergeschoss, wohl 17. Jahrhundert | D-7-73-125-259 Wikidata | weitere Bilder                                                    |
| Vorstadtstraße 20 (Standort) | Wohnhaus                                                          | zweigeschossiges Giebelhaus, 16. Jahrhundert | D-7-73-125-260 Wikidata | weitere Bilder                                                    |
| Vorstadtstraße 21 (Standort) | Wohnhaus                                                          | zweigeschossiger Traufseitbau mit polygonalem Eckerker, wohl Anfang 17. Jahrhundert | D-7-73-125-261 Wikidata | weitere Bilder                                                    |
| Vorstadtstraße 23 (Standort) | Wohnhaus                                                          | zweigeschossiges Traufseithaus, 1823 | D-7-73-125-262 Wikidata | BW                                                                |
| Vorstadtstraße 24 (Standort) | Wohnhaus                                                          | zweigeschossiger Bau mit flachem Mansarddach, Dachgaube und Türe mit historisierenden Ornamenten, 1835 | D-7-73-125-263 Wikidata | weitere Bilder                                                    |
| Vorstadtstraße 26 (Standort) | Wohnhaus                                                          | zweigeschossiger Traufseitbau mit polygonalem Bodenerker mit Lisenengliederung und profiliertem Traufgesims, um 1600 | D-7-73-125-264 Wikidata | weitere Bilder                                                    |
| Weberstraße 1, 1 1/2 (Standort) | Wohnhaus                                                          | zweigeschossiges Giebelhaus in Ecklage mit Satteldach, hohem Sockelgeschoss und Eckrustika, Traufgesims um den Giebel gezogen, wohl 17. Jahrhundert; im Hof Stadel, wohl 18. Jahrhundert, erneuert | D-7-73-125-267 Wikidata | weitere Bilder                                                    |
| Weberstraße 2 (Standort) | Wohnhaus                                                          | dreigeschossiges, giebelständiges Mansarddachhaus, 18. Jahrhundert, Erdgeschoss modernisiert. Teile der Stadtmauer, 14. Jahrhundert, auf dem rückwärtigen Grundstück, siehe auch Eintrag Stadtbefestigung | D-7-73-125-268 Wikidata | weitere Bilder                                                    |
| Weberstraße 4 (Standort) | Wohnhaus                                                          | zweigeschossiges Traufseithaus mit Satteldach, 1685; rückwärtiger Stadel, an der Stadtmauer des 14. Jahrhunderts, siehe auch Eintrag Stadtbefestigung | D-7-73-125-269 Wikidata | weitere Bilder                                                    |
| Weberstraße 5 (Standort) | Wohnhaus                                                          | schmales, dreigeschossiges Giebelhaus mit Satteldach, seitlich vorkragend auf Balkenköpfen, mit südlichem Anbau, wohl 17. Jahrhundert an der Stadtmauer des 14. Jahrhunderts, siehe auch Eintrag Stadtbefestigung | D-7-73-125-270 Wikidata | weitere Bilder                                                    |
| Weberstraße 6 (Standort) | Wohnhaus                                                          | zweigeschossiger, giebelständiger Satteldachbau mit geschweiftem Schneckenvolutengiebel, 2. Hälfte 17. Jahrhundert, rückwärtiger Giebel auf der Stadtmauer des 14. Jahrhunderts, siehe auch Eintrag Stadtbefestigung | D-7-73-125-271 Wikidata | weitere Bilder                                                    |
| Weberstraße 7 (Standort) | Wohnhaus                                                          | zweigeschossiges Giebelhaus mit Satteldach, wohl 17. Jahrhundert Zug der Stadtmauer des 14. Jahrhunderts auf dem rückwärtigen Grundstück, siehe auch Eintrag Stadtbefestigung | D-7-73-125-272 Wikidata | weitere Bilder                                                    |
| Weberstraße 9 (Standort) | Wohnhaus                                                          | schmaler dreigeschossiger, giebelständiger Satteldachbau mit geschweiftem Giebel, zweites Obergeschoss an der Westseite vorkragend, wohl 17. Jahrhundert, Fresko, Immakulata, Anfang 19. Jahrhundert, an der Stadtmauer des 14. Jahrhunderts, siehe auch Eintrag Stadtbefestigung | D-7-73-125-274 Wikidata | weitere Bilder                                                    |
| Weberstraße 10 (Standort) | Wohnhaus                                                          | zweigeschossiger, giebelständiger Satteldachbau mit geschweiftem Volutengiebel und Ladeluke mit Kranbalken, 1. Hälfte 17. Jahrhundert | D-7-73-125-275 Wikidata | weitere Bilder                                                    |
| Weberstraße 13 (Standort) | Wohnhaus                                                          | stattliches viergeschossiges Giebelhaus mit Satteldach und durchgehendem, von durchbrochenem Dreiecksgiebel abgeschlossenem Mittelerker auf Volutenkonsolen, Giebel mit Schneckenvoluten, wohl von Hans Alberthal 1608, nach 1648 umgebaut. Überbauung der Stadtmauer des 14. Jahrhunderts, siehe auch Eintrag Stadtbefestigung | D-7-73-125-278 Wikidata | weitere Bilder                                                    |
| Weberstraße 14 (Standort) | Ehemalige Domdekanei                                              | jetzt Gesundheitsamt, dreigeschossiger Giebelbau mit Satteldach und polygonalem Eckerker auf Profilkonsole, Geschosstrennung durch Gesimse, wohl von Johann Alberthal 1610, Renovierung durch Balthasar Suiter und Matthias Kraus 1735. Mit den Außenwänden im Zuge der Stadtmauer stehend, siehe auch Eintrag Stadtbefestigung | D-7-73-125-279 Wikidata | weitere Bilder                                                    |
| Weberstraße 16 (Standort) | Wohnhaus                                                          | Ehemaliges Nebengebäude der Domdekanei, zweigeschossiges Giebelhaus mit Satteldach und zwei Ziergiebeln mit S-Stufen, vorne durch Eckzinnen begrenzt, 1609. Rückwand auf der Stadtmauer des 14. Jahrhunderts, siehe auch Eintrag Stadtbefestigung | D-7-73-125-280 Wikidata | weitere Bilder                                                    |
| Weberstraße 17 (Standort) | Wohnhaus                                                          | zweigeschossiger Traufseitbau mit Satteldach und Dachüberstand auf hölzernen Scheinkonsolen und Kranbalken, um 1630. An der Stadtmauer des 14. Jahrhunderts, siehe auch Eintrag Stadtbefestigung | D-7-73-125-281 Wikidata | weitere Bilder                                                    |
| Weberstraße 20 (Standort) | Wohnhaus                                                          | dreigeschossiger Traufseitbau mit Satteldach, vorkragenden, verputzten Fachwerkobergeschossen und Aufzugsgaube mit Kranbalken, bezeichnet 1626. An der Stadtmauer des 14. Jahrhunderts, siehe auch Eintrag Stadtbefestigung | D-7-73-125-284 Wikidata | weitere Bilder                                                    |
| Weberstraße 20 1/2 (Standort) | Wohnhaus                                                          | dreigeschossiger Traufseitbau, an der Rückseite Korbbogenarkaden im Erdgeschoss, 17. Jahrhundert | D-7-73-125-285 Wikidata | Wohnhaus                                                          |
| Weberstraße 21 (Standort) | Wohnhaus                                                          | zweigeschossiges Giebelhaus mit Satteldach, flachem Mittelerker auf Profilkonsole und geschweiftem Giebel mit Voluten, Geschosstrennung durch kräftig profilierte Gesimse, bezeichnet 1626 | D-7-73-125-286 Wikidata | weitere Bilder                                                    |
| Weberstraße 22 (Standort) | Wohnhaus                                                          | dreigeschossiges Giebelhaus mit Satteldach, Gedenktafel, 17./18. Jahrhundert | D-7-73-125-287 Wikidata | weitere Bilder                                                    |
| Weberstraße 25 (Standort) | Wohnhaus                                                          | zweigeschossiges Giebelhaus mit Satteldach und verputztem Fachwerkobergeschoss, 17./18. Jahrhundert | D-7-73-125-288 Wikidata | weitere Bilder                                                    |
| Weberstraße 26 (Standort) | Wohnhaus                                                          | zweigeschossiges Giebelhaus mit Fachwerkobergeschoss, Anfang 18. Jahrhundert | D-7-73-125-289 Wikidata | weitere Bilder                                                    |
| Weberstraße 27 (Standort) | Wohnhaus                                                          | zweigeschossiges Giebelhaus mit Voluten und Gesimsbändern, Aufzugsluke mit Kranbalken, Haustüre mit Rokokoschnitzereien, 17./18. Jahrhundert | D-7-73-125-290 Wikidata | weitere Bilder                                                    |
| Weberstraße 29 (Standort) | Wohnhaus                                                          | stattliches zweigeschossiges Traufseithaus mit breiten Profilgesimsen als Geschosstrennung und an der Traufe, Arkaden an der Hoffront, 17. Jahrhundert | D-7-73-125-291 Wikidata | weitere Bilder                                                    |
| Ziegelstraße (Standort) | Bildstock                                                         | Denkmal zur Erinnerung an das Dorf Oberdillingen, mit Grabmal, Stele mit Madonnenrelief auf Mosaikhintergrund und Bronzetafel, um 1910/20 | D-7-73-125-228 Wikidata | BW                                                                |

### Donaualtheim
| Lage                                      | Objekt                            | Beschreibung | Akten-Nr.               | Bild           |
| ----------------------------------------- | --------------------------------- | --- | ----------------------- | -------------- |
| Heinrich-von-Altheim-Straße 40 (Standort) | Sogenannte Sailermühle            | Wohnhaus und Mühle zweigeschossig mit Putzgliederung und Satteldach, bezeichnet 1888; zugehörig erdgeschossiger Anbau (sog. Ölmühle), bezeichnet 1888, und Turbinenhaus, 1939; mit technischer Ausstattung; zugehörig Steinkreuz auf hoher Säule, wohl 18. Jahrhundert, an der Zufahrt; zugehörig Grenzstein, bezeichnet 1783 | D-7-73-125-327 Wikidata | BW             |
| Kaspar-Fuchs-Straße (Standort)            | Muttergotteskapelle               | Quadratischer Bau, 1887 | D-7-73-125-376 Wikidata | BW             |
| Ulrichstraße 10 (Standort)                | Katholische Pfarrkirche St. Vitus | an Stelle der ehemaligen Burg der Herren von Altheim errichtet, Saalbau mit Stichkappentonne und eingezogenem Chor mit Flachkuppel, im Kern 13./14. Jahrhundert, im 17. Jahrhundert erbaut, 1751–53 von Franz Kleinhans umgebaut; mit Ausstattung (siehe auch: Kanzel); Friedhof; Friedhofsmauer, im Kern Quadermauerwerk, ehemals mit Wehrgang, 12. Jahrhundert; ehemaliger Getreidespeicher, jetzt Leichenhalle, Satteldachbau mit Bruchsteinmauerwerk im Untergeschoss, 15./16. Jahrhundert | D-7-73-125-294 Wikidata | weitere Bilder |
| nördlich des Ortes (Standort)             | Riedkapelle                       | Rechteckiger Bau mit Lisenengliederung, 1879 | D-7-73-125-375 Wikidata | BW             |

### Fristingen
| Lage                                     | Objekt                                    | Beschreibung | Akten-Nr.               | Bild                                      |
| ---------------------------------------- | ----------------------------------------- | --- | ----------------------- | ----------------------------------------- |
| Demleitnerstraße 12 (Standort)           | Katholische Pfarrkirche St. Blasius       | barocker Saalbau mit Stichkappentonne und eingezogenem, halbrundem Chor, 1746/47 von Franz Kleinhans erbaut, Turm wohl 13. Jahrhundert, 1912/13 durch Albert Kirchmayer verändert; mit Ausstattung (siehe auch: Kanzel, Taufbecken und Beichtstühle); Friedhof; Ummauerung mit Torpfeilern, 18. Jahrhundert; Grabsteine an der Friedhofsmauer, 19. Jahrhundert und älter; Friedhofskapelle, 19. Jahrhundert | D-7-73-125-297 Wikidata | weitere Bilder                            |
| Ellenhartstraße 4 (Standort)             | Mauerreste des ehemaligen Schlosses       | im Keller | D-7-73-125-295 Wikidata | Mauerreste des ehemaligen Schlosses       |
| Südstraße 29 (Standort)                  | Ehemaliges Wohnstallhaus                  | zweigeschossiger, giebelständiger Satteldachbau mit Froschmaul und Traufknoten, 1825 | D-7-73-125-298 Wikidata | Ehemaliges Wohnstallhaus                  |
| Tiergartenstraße (bei Nr. 14) (Standort) | Wegkapelle, sogenannte Kirchbauer-Kapelle | 1730; mit Ausstattung | D-7-73-125-301 Wikidata | Wegkapelle, sogenannte Kirchbauer-Kapelle |
| Tiergartenstraße 2 (Standort)            | Ehemaliges Vogthaus                       | stattlicher zweigeschossiger Mitterstallbau mit verputztem Fachwerkobergeschoss, um 1747 | D-7-73-125-300 Wikidata | Ehemaliges Vogthaus                       |

### Hausen
| Lage                       | Objekt                                     | Beschreibung                                                                                              | Akten-Nr.               | Bild           |
| -------------------------- | ------------------------------------------ | --- | ----------------------- | -------------- |
| Lucknerstraße 3 (Standort) | Pfarrhaus                                  | zweigeschossiger Satteldachbau mit Putzdekor, 1706 erbaut, 1913 erneuert                                  | D-7-73-125-302 Wikidata | weitere Bilder |
| Lucknerstraße 4 (Standort) | Katholische Pfarrkirche St. Peter und Paul | neugotischer, netzrippengewölbter Saalbau mit eingezogenem Chor, 1883/84 von Georg Maxon; mit Ausstattung | D-7-73-125-303 Wikidata | weitere Bilder |

### Kicklingen
| Lage                         | Objekt                                                            | Beschreibung | Akten-Nr.               | Bild             |
| ---------------------------- | ----------------------------------------------------------------- | --- | ----------------------- | ---------------- |
| Kirstattstraße 1 (Standort)  | Ehemalige Vogtei                                                  | zweigeschossiger Walmdachbau mit risalitartigen Anbauten, im Kern 17. Jahrhundert | D-7-73-125-304 Wikidata | Ehemalige Vogtei |
| Kirstattstraße 12 (Standort) | Katholische Pfarr- und Wallfahrtskirche Unsere Liebe Frau im Moos | barocker Saalbau mit Stichkappentonne und eingezogenem, halbrundem Chor, Turm im Kern spätgotisch, 1669 durch Hans Georg Mozart und 1884 durch Joseph Gayerhos erhöht, 1672/73 Neubau des Langhauses durch David Mozart, 1701/02 Neubau des Chores durch Mathias Rothmiller, 1914–17 drei westliche Langhausachsen von Joseph Elsner erneuert; mit Ausstattung; Friedhof, 1710/11; Friedhofsmauer, 1710/11; Friedhofskapelle, mit Ölbergdarstellung und Lourdesgrotte, 1710/11 von Mathias und Konrad Rothmiller | D-7-73-125-305          | weitere Bilder   |
| Kirstattstraße 13 (Standort) | Wohnhaus                                                          | zweigeschossiger Walmdachbau, 18. Jahrhundert | D-7-73-125-306          | Wohnhaus         |

### Nordfelderhof
| Lage                        | Objekt   | Beschreibung                                                                                                   | Akten-Nr.               | Bild     |
| --------------------------- | -------- | --- | ----------------------- | -------- |
| Nordfelderhof 19 (Standort) | Wohnhaus | zweigeschossiger Walmdachbau, im Kern 17. Jahrhundert; Teil der ehemaligen Vierflügelanlage des Nordfelderhofs | D-7-73-125-296 Wikidata | Wohnhaus |

### Schretzheim
| Lage                                 | Objekt                                          | Beschreibung | Akten-Nr.               | Bild           |
| ------------------------------------ | ----------------------------------------------- | --- | ----------------------- | -------------- |
| Bei der Schmiede 10 (Standort)       | Ehemalige Schule                                | zweigeschossiger Walmdachbau mit Zwerchhäusern, wohl 1. Hälfte 19. Jahrhundert | D-7-73-125-308 Wikidata | BW             |
| Hauptstraße, am Bahngleis (Standort) | Bildstock                                       | aus älteren Teilen, 2. Hälfte 19. Jahrhundert | D-7-73-125-328 Wikidata | BW             |
| Hauptstraße, bei Nr. 1 (Standort)    | Bildstock                                       | 1719 | D-7-73-125-311 Wikidata | BW             |
| Kirchenweg 12 (Standort)             | Katholische Pfarrkirche Maria Rosenkranzkönigin | neuromanischer Rohziegelbau mit Hausteingliederung, Saalbau mit Balkendecke und eingezogenem, stichkappengewölbtem Chor, 1898/99 nach Plänen von Ferdinand Schildhauer errichtet; mit Ausstattung (siehe auch: Taufbecken) | D-7-73-125-310 Wikidata | weitere Bilder |
| Mühlstraße 15 (Standort)             | Ehemalige Mühle                                 | zweigeschossiger Satteldachbau, 17./18. Jahrhundert; Mühlenkapelle, 1736, jetzt eingebaut in Stallgebäude des 19. Jahrhunderts                                                                                             | D-7-73-125-312 Wikidata | BW             |

### Steinheim
| Lage                               | Objekt                                 | Beschreibung | Akten-Nr.               | Bild                                                                                           |
| ---------------------------------- | -------------------------------------- | --- | ----------------------- | ---------------------------------------------------------------------------------------------- |
| Dillinger Straße 34 (Standort)     | Katholische Kapelle Hl. Kreuz          | einschiffiger Bau mit Flachkuppel und dreiseitigem, nördlichem Schluss, mit Vordach auf zwei toskanischen Säulen und Dachreiter mit welscher Haube, 1750 von Simon Rotmeister umgebaut; mit Ausstattung | D-7-73-125-314          | weitere Bilder                                                                                 |
| Jahnstraße (bei Nr. 20) (Standort) | Bildstock                              | 18. Jahrhundert | D-7-73-125-319 Wikidata | [[Vorlage:Bilderwunsch/code!/C:48.59417,10.54177!/D:Jahnstraße (bei Nr. 20), Bildstock!/\|BW]] |
| Kirchstraße 1 (Standort)           | Mühle                                  | stattlicher, zweigeschossiger Satteldachbau, im Kern 17. Jahrhundert | D-7-73-125-315 Wikidata | BW                                                                                             |
| Kirchstraße 3 (Standort)           | Katholische Pfarrkirche Mariä Lichtmeß | einschiffiger Bau mit eingezogenem Chor und flacher Stichkappentonne, im Kern um 1200, um 1507 erweitert, 1713 teilweise Erneuerung durch Mathias Rothmiller, 1775 Erweiterung durch Joseph Feistle und Georg Bozenhard nach Plan von Franz Kleinhans; mit Ausstattung; in ummauertem Friedhof; Friedhofsmauer; Seelenkapelle, erdgeschossiger Satteldachbau mit Pilastergliederung, 1696 von Konrad Rothmiller; nördlich der Kirche an der Friedhofsmauer | D-7-73-125-316 Wikidata | weitere Bilder                                                                                 |
| Kirchstraße 8 (Standort)           | Pfarrhaus                              | zweigeschossiger Satteldachbau mit vorkragendem Obergeschoss und profiliertem Traufgesims, 18. Jahrhundert, im Kern wohl älter | D-7-73-125-317 Wikidata | Pfarrhaus                                                                                      |
| Kirchstraße 28 (Standort)          | Ehemalige Zehentscheune                | verputzter Rechteckbau mit Satteldach und Wappen bzw. Rollwerkkartuschen an Südseite, Bruchstein- und Ziegelmauerwerk, 1631 unter Fürstbischof Heinrich von Knöringen errichtet. | D-7-73-125-318 Wikidata | BW                                                                                             |

## Ehemalige Baudenkmäler
In diesem Abschnitt sind Objekte aufgeführt, die früher einmal in der Denkmalliste eingetragen waren, jetzt aber nicht mehr. Objekte, die in anderem Zusammenhang also z. B. als Teil eines Baudenkmals weiter eingetragen sind, sollen hier nicht aufgeführt werden. Aktennummern in diesem Abschnitt sind ehemalige, jetzt nicht mehr gültige Aktennummern.

| Lage                                   | Objekt                     | Beschreibung | Akten-Nr.               | Bild           |
| -------------------------------------- | -------------------------- | --- | ----------------------- | -------------- |
| Dillingen Am Plätzle 11 (Standort)     | Ehemaliges Ackerbürgerhaus | zweigeschossiger Satteldachbau mit verputztem Fachwerkgiebel, 17./18. Jahrhundert | D-7-73-125-11           | weitere Bilder |
| Dillingen Am Plätzle 14 (Standort)     | Wohnhaus                   | zweigeschossiger Giebelbau, 18. Jahrhundert | D-7-73-125-14 Wikidata  | weitere Bilder |
| Dillingen Auf der Leiten 13 (Standort) | Wohnhaus                   | an der Hangmauer zum Fischerberg zweigeschossig, 17. /18. Jahrhundert | D-7-73-125-38 Wikidata  | weitere Bilder |
| Dillingen Jakobstal 66 (Standort)      | Wohnhaus                   | zweigeschossiger Giebelbau mit Satteldach, wohl 17. Jahrhundert | D-7-73-125-135 Wikidata | weitere Bilder |
| Dillingen Jakobstal 69, 70 (Standort)  | Wohnhaus                   | zweigeschossiges Doppelhaus unter einem Satteldach, traufseitig, bei Nr. 69 Obergeschoss leicht zurückspringend, verputztes Fachwerk, 18. Jahrhundert                                                                                                 | D-7-73-125-137 Wikidata | weitere Bilder |
| Dillingen Konviktstraße 9 (Standort)   | Ehemalige Brauerei         | jetzt Hotel, zweigeschossiger Walmdachbau mit neubarocker Fassade und Schweifgiebel, bezeichnet 1909 | D-7-73-125-220 Wikidata | weitere Bilder |
| Dillingen Weberstraße 8 (Standort)     | Wohnhaus                   | zweigeschossiges Giebelhaus mit Satteldach und über Profilgesims vorkragendem, verputztem Fachwerkobergeschoss, wohl 17./18. Jahrhundert Zug der Stadtmauer des 14. Jahrhunderts auf dem rückwärtigen Grundstück, siehe auch Eintrag Stadtbefestigung | D-7-73-125-273 Wikidata | weitere Bilder |
| Dillingen Weberstraße 18 (Standort)    | Wohnhaus                   | dreigeschossiges Traufseithaus mit Satteldach, beide Obergeschosse über Gesims zurückspringend, wohl 17. Jahrhundert, Rückwand auf der Stadtmauer des 14. Jahrhunderts, siehe auch Eintrag Stadtbefestigung                                           | D-7-73-125-282 Wikidata | weitere Bilder |
| Dillingen Weberstraße 19 (Standort)    | Wohnhaus                   | dreigeschossiger Traufseitbau mit Satteldach, Aufzugsgaube und Kranbalken, 17. Jahrhundert, Rückwand auf der Stadtmauer des 14. Jahrhunderts, siehe auch Eintrag Stadtbefestigung                                                                     | D-7-73-125-283 Wikidata | Wohnhaus       |

## Abgegangene Baudenkmäler
In diesem Abschnitt sind Objekte aufgeführt, die früher einmal in der Denkmalliste eingetragen waren, jetzt aber nicht mehr existieren, z. B. weil sie abgebrochen wurden. Aktennummern in diesem Abschnitt sind ehemalige, jetzt nicht mehr gültige Aktennummern.

| Lage                                     | Objekt   | Beschreibung                                                                  | Akten-Nr.               | Bild           |
| ---------------------------------------- | -------- | ----------------------------------------------------------------------------- | ----------------------- | -------------- |
| Dillingen Auf der Leiten 1, 2 (Standort) | Wohnhaus | zweigeschossiger Giebelbau mit traufseitigem Zwerchhaus, wohl 17. Jahrhundert | D-7-73-125-30 Wikidata  | weitere Bilder |
| Dillingen Kapuzinerstraße 28 (Standort)  | Wohnhaus | zweigeschossiger Satteldachbau mit Stufengiebel, um 1860/70, erneuert         | D-7-73-125-154 Wikidata | BW             |